# Melbourne
Melbourne (pronunciado [melˈburne], pronunciación en inglés: /ˈmɛlbən/ (escucharⓘ)) es la capital del estado australiano de Victoria y es la segunda ciudad más poblada de Australia y Oceanía. Fue la capital de Australia entre 1901 y 1927, cuando se trasladó a la ciudad planificada de Canberra. Escogida desde 2011 como la mejor ciudad del mundo para vivir, por sus altos niveles de calidad de vida y bajos niveles de pobreza, ha sido además seleccionada como favorita en lugares para conocer por los turistas. Se proyecta que pueda superar en población a la ciudad de Sídney en los próximos años, ya en 2023 el crecimiento fue mayor y tuvo más habitantes por unos meses, sin embargo continúa siendo la segunda urbe por población del país. Se encuentra en el curso inferior del río Yarra y las costas de la bahía Port Phillip, al norte y al este. El nombre de Melbourne sirve, también, para denominar la región geográfica del Gran Melbourne. Hoy en día, la ciudad es un importante centro de comercio, industria y actividad cultural.
La ciudad ha sido reconocida como capital del deporte y la cultura de Australia y es sede de varios de los eventos e instituciones deportivas más significativos del país. También fue denominada como una ciudad gamma por la Universidad de Loughborough en 1999. Melbourne es notable por su mezcla de arquitectura victoriana y contemporánea, su extensa red de tranvías, sus jardines y parques victorianos, así como su diversa y multicultural sociedad. Varios eventos de renombre internacional han tenido lugar en Melbourne, incluidos los Juegos Olímpicos de 1956 y los Juegos de la Commonwealth de 2006. Fue sede, además, de la Reunión de Jefes de Gobierno de la Commonwealth en 1981 y de la cumbre del G20 en 2006.
Melbourne fue fundada por colonos libres en 1835, 47 años después del primer asentamiento europeo en Australia, como una pastoral en torno al río Yarra. Transformada rápidamente en una de las principales metrópolis de Victoria por la fiebre del oro de la década de 1850, se convirtió en la ciudad de Australia y Oceanía más grande e importante. Su crecimiento se redujo durante principios del siglo XX y fue superada por Sídney.

## Toponimia
La ciudad tomó su nombre en 1837 del antiguo primer ministro británico William Lamb, segundo vizconde de Melbourne, cuyo título nobiliario hacía referencia a la localidad inglesa de Melbourne en el condado de Derbyshire. El nombre Melbourne procede en su origen del término anglosajón mylla murne, que significa "arroyo del molino". La pronunciación inglesa del nombre es /'melbən/ (localmente también /'mælbən/). En español, es frecuente pronunciar este nombre como /mel'burne/. El gentilicio en inglés es Melburnian y, en español, melburniano.

## Historia

### Orígenes y fundación
Antes de la colonización europea, los terrenos ahora ocupados por Melbourne fueron utilizados por las naciones aborígenes australianos Wurundjeri y Boonwurrung. La zona fue un importante lugar de encuentro para los clanes y territorios de la alianza Kulin, así como una fuente vital de alimentos y agua potable. El primer asentamiento europeo en Victoria se estableció en 1803 en la bahía de Sullivan, cerca de la actual ciudad de Sorrento, pero este asentamiento fue abandonado debido a una supuesta falta de recursos. Ocurrió 30 años antes de que otro asentamiento lo intentase.
Entre mayo y junio de 1835, el área que es ahora el centro y norte de Melbourne fue descubierta por John Batman, uno de los principales miembros de la Port Phillip Association, procedente de la tierra de Van Diemen (Tasmania), quien negoció una transacción de 600.000 acres (2400 km²) de tierra a ocho ancianos de la tribu Wurundjeri. Batman seleccionó un emplazamiento en la orilla norte del río Yarra, declarando que "este será el lugar de un pueblo", y volvió a Launceston, en Tasmania (entonces conocida como Tierra de Van Diemen). Sin embargo, por esas fechas llegó un grupo procedente de la Asociación para establecerse en la nueva población, un grupo separado y liderado por John Pascoe Fawkner que había llegado a bordo del Enterprize y establecieron un asentamiento en la misma situación, el 30 de agosto de 1835. Los dos grupos en última instancia aceptaron compartir el asentamiento. No se conoce con que nombre se conocía a Melbourne antes de la llegada de los europeos. Los primeros asentamientos europeos tradujeron erróneamente las palabras "Doutta-galla", que se creía que había sido el nombre de un destacado miembro de una tribu, pero algunos lo tradujeron como "llanura sin árboles". Esto fue utilizado como uno de los primeros nombres de la colonia.
El Tratado de Batman con los aborígenes fue anulado por el gobierno de Nueva Gales del Sur (entonces gobernaban todas las tierras del este de Australia), que compensó la Asociación. Aunque esto significaba que los colonos estaban invadiendo tierras de la Corona, el gobierno aceptó a regañadientes los "hechos consumados de los colonos y permitió permanecer a la ciudad (conocida en un primer momento por varios nombres, entre ellos 'Bearbrass').
En un principio, Melbourne fue capital del Distrito de Port Phillip de Nueva Gales del Sur, y posteriormente pasó a ser la capital de la colonia de Victoria. El descubrimiento de oro en Victoria a finales de la década de 1850, que provocó la fiebre del oro de Victoria, llevó a Melbourne a desarrollarse como un gran núcleo portuario y de servicios, que más adelante se convertiría en el principal centro industrial de Australia. Durante los 80, Melbourne fue la segunda ciudad en población, tras Londres, del Imperio Británico, además de ser una de las más ricas y se la denominó Marvellous Melbourne ("la maravillosa Melbourne"). De esa época datan los numerosos edificios de estilo victoriano que existen en la ciudad y que hacen de Melbourne la segunda ciudad del mundo, tras Londres, en número de edificios victorianos aún en pie. Durante esta próspera década, Melbourne organizó cinco exposiciones internacionales y se construyó el Palacio Real de Exposiciones. Este período fue también testigo de la expansión de una de las principales redes radiales de ferrocarril.

La Flinders Street Station, en la intersección de las calles Swanston y Flinders en 1927, cuando aún Melbourne era capital nacional.

Melbourne fue nombrada capital nacional de la Federación de Australia el 1 de enero de 1901. El primer parlamento federal fue inaugurado el 9 de mayo de 1901 en el Royal Exhibition Building. Melbourne conservó la capitalidad y la sede del gobierno hasta el año 1927, cuando se completó la nueva capital de Canberra, no obstante, el Gobernador General se mantuvo en la Casa de Gobierno de Melbourne hasta el 1930 y muchas de las principales instituciones nacionales se mantuvo en la ciudad hasta bien entrado el siglo XX. La ciudad continuó su expansión ininterrumpida durante la primera mitad del siglo XX, en particular gracias a la llegada de inmigrantes tras la Segunda Guerra Mundial, atraídos por las oportunidades laborales en Australia y por la buena fama de la ciudad, cuyo prestigio internacional se había visto agrandado por la celebración de los Juegos Olímpicos de 1956. Los auges financieros y la minería entre 1969 y 1970 concluyeron con el establecimiento en la ciudad de las sedes de grandes empresas como BHP Billiton y Rio Tinto. Nauru entonces en pleno auge de la economía impulsó varias inversiones ambiciosas en Melbourne, como Nauru House. A pesar del traslado de la capital a Canberra, Melbourne continuó siendo la capital económica y cultural de Australia hasta la década de 1970, cuando fue perdiendo protagonismo en beneficio de Sídney.
En la década de 1980, Melbourne vivió una etapa de declive, en la que se produjo un aumento del desempleo y un descenso acusado de la población debido a la emigración hacia los estados de Nueva Gales del Sur y Queensland. En los 90, el gobierno de Victoria encabezado por el premier liberal Jeff Kennett intentó invertir esta tendencia con una agresiva campaña para reactivar la economía y el desarrollo de las obras públicas que se centró en la promoción de la ciudad como destino turístico con un enfoque en el turismo de los grandes eventos deportivos, con la creación del Gran Premio de Australia de Fórmula 1. Otras grandes proyectos fueron la construcción de nuevos edificios públicos, tales como el Museo de Melbourne, y el Centro de Exhibiciones y Convenciones de Melbourne), así como de un casino, el Crown Casino. Estos esfuerzos urbanísticos estuvieron acompañados de una campaña de promoción de la ciudad, que continuó bajo el gobierno del Premier laborista de Victoria Steve Bracks. Otras estrategias realizadas son la privatización de algunos servicios de Melbourne, incluyendo el transporte público, pero también la reducción en la financiación de los servicios públicos como la salud y la educación.
Desde 1997, Melbourne ha mantenido su población y un importante crecimiento del empleo. Ha habido importantes inversiones internacionales en la ciudad. Se ha producido una gran renovación del centro de la ciudad y de áreas urbanas tales como Southbank, Port Melbourne, Melbourne Docklands y, más recientemente, South Wharf.

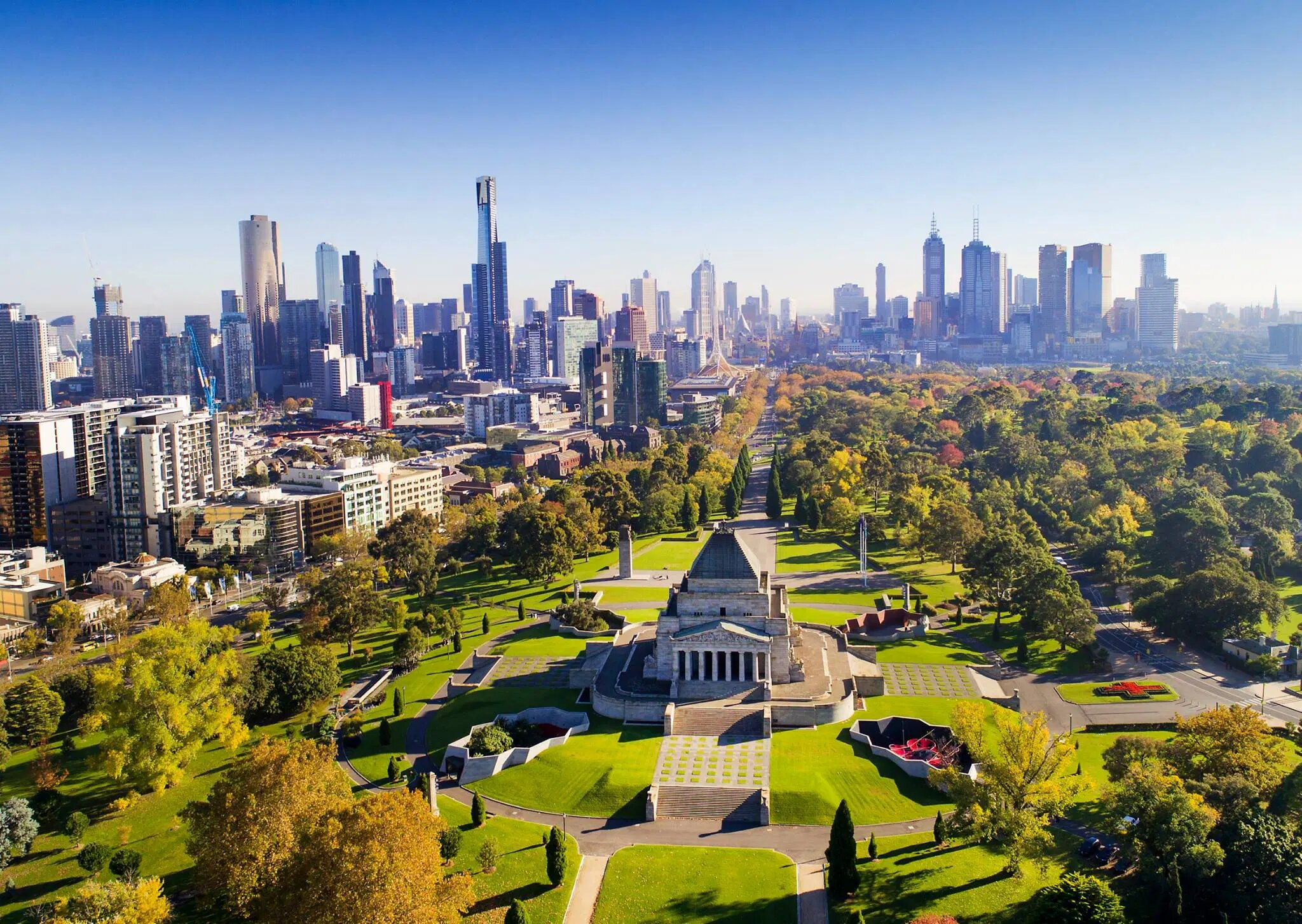
Horizonte de Melbourne.

## Geografía

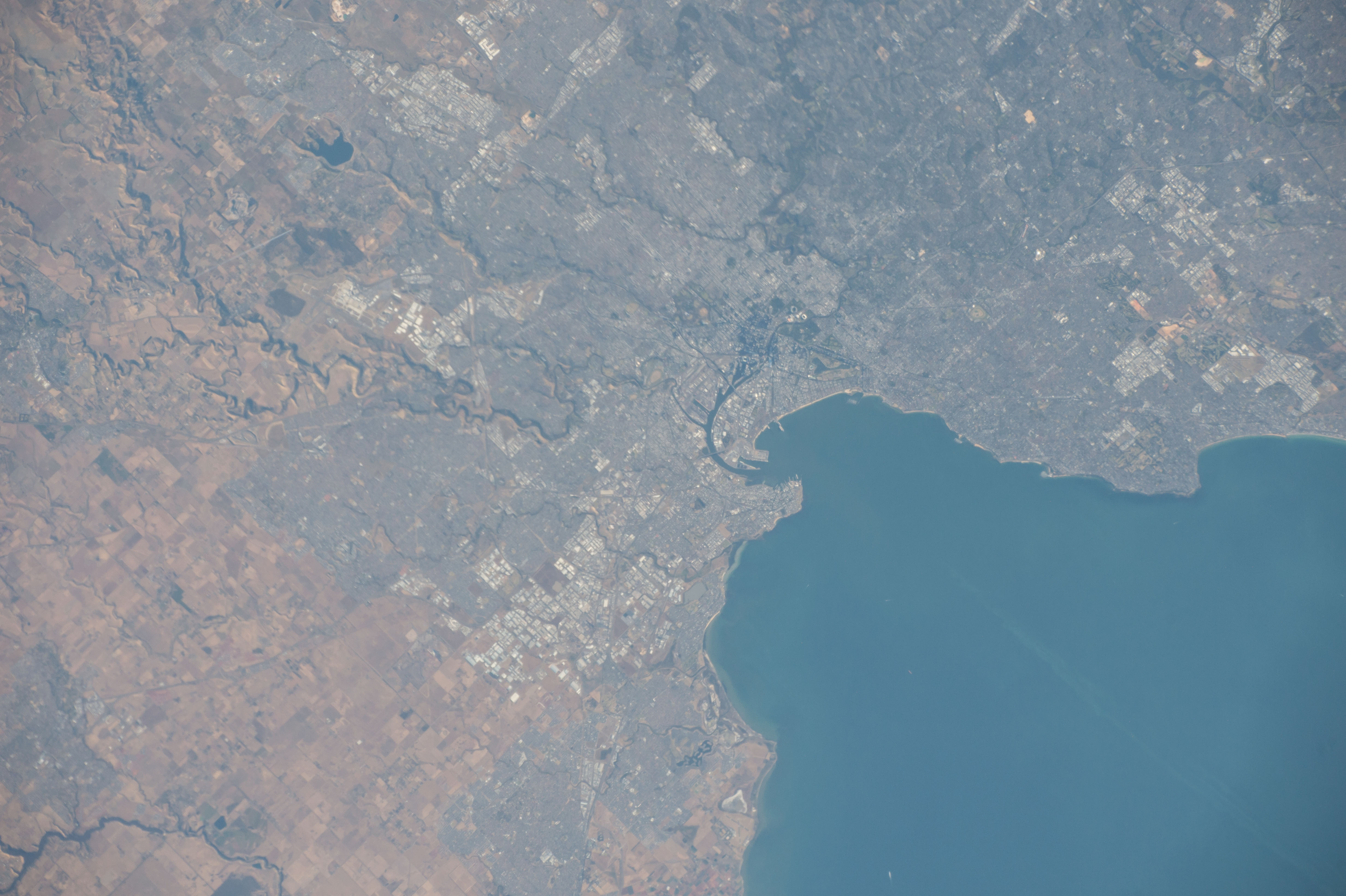
Foto satelital del área metropolitana de Melbourne

### Topografía
Melbourne está situada en la costa sureste de Australia, siendo la capital de estado situada más al sur de la Australia continental, esto es, sin contar Hobart en la isla de Tasmania. Se encuentra situada en la desembocadura del río Yarra, junto a la bahía de Port Philip. Geológicamente está construida en la confluencia de ríos de lava del cuaternario al oeste, lutolitas de silúrico al este y acumulaciones de arena del holoceno al sureste a lo largo de Port Philip.

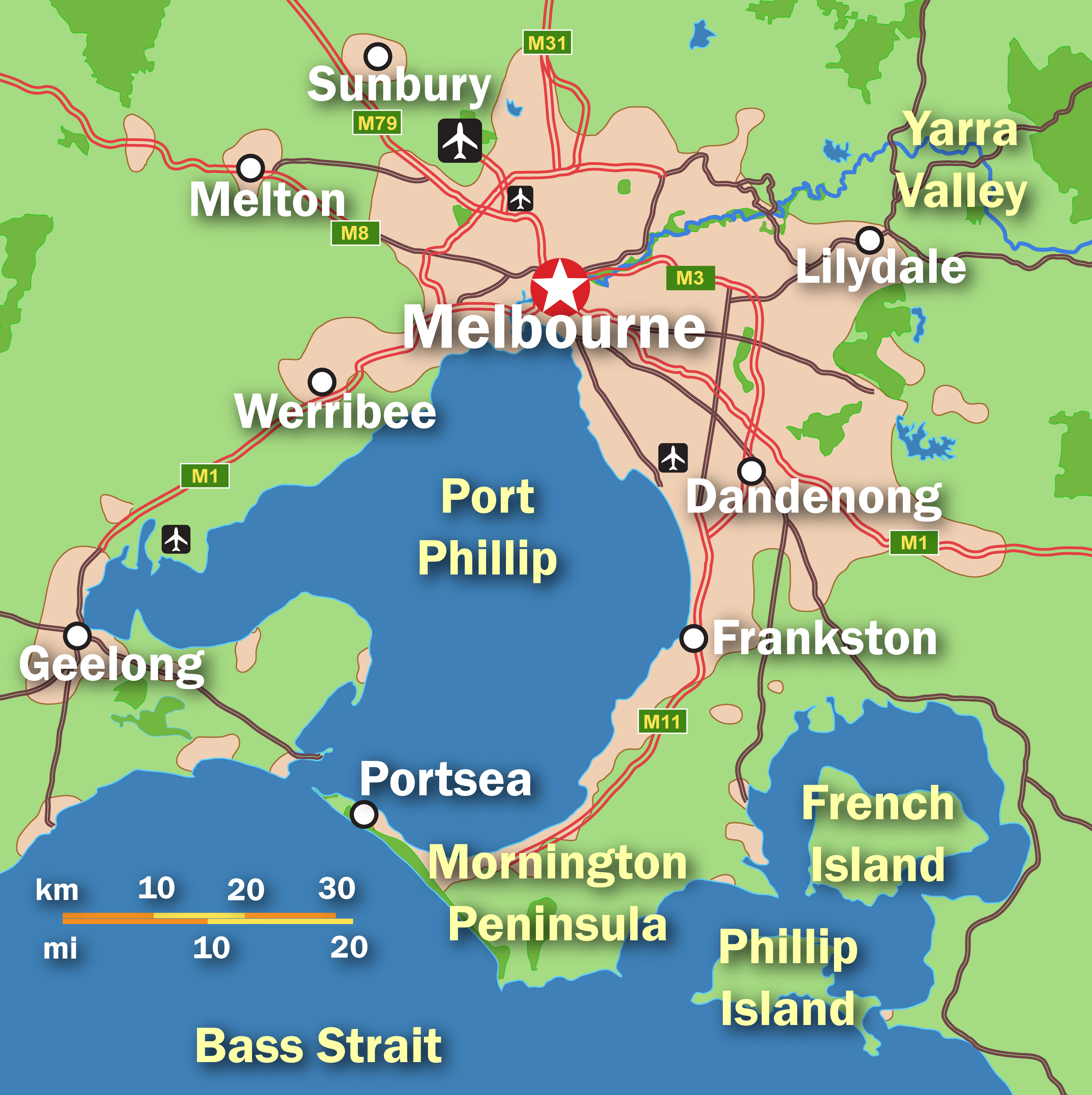
Mapa del Gran Melbourne y Geelong, Victoria.

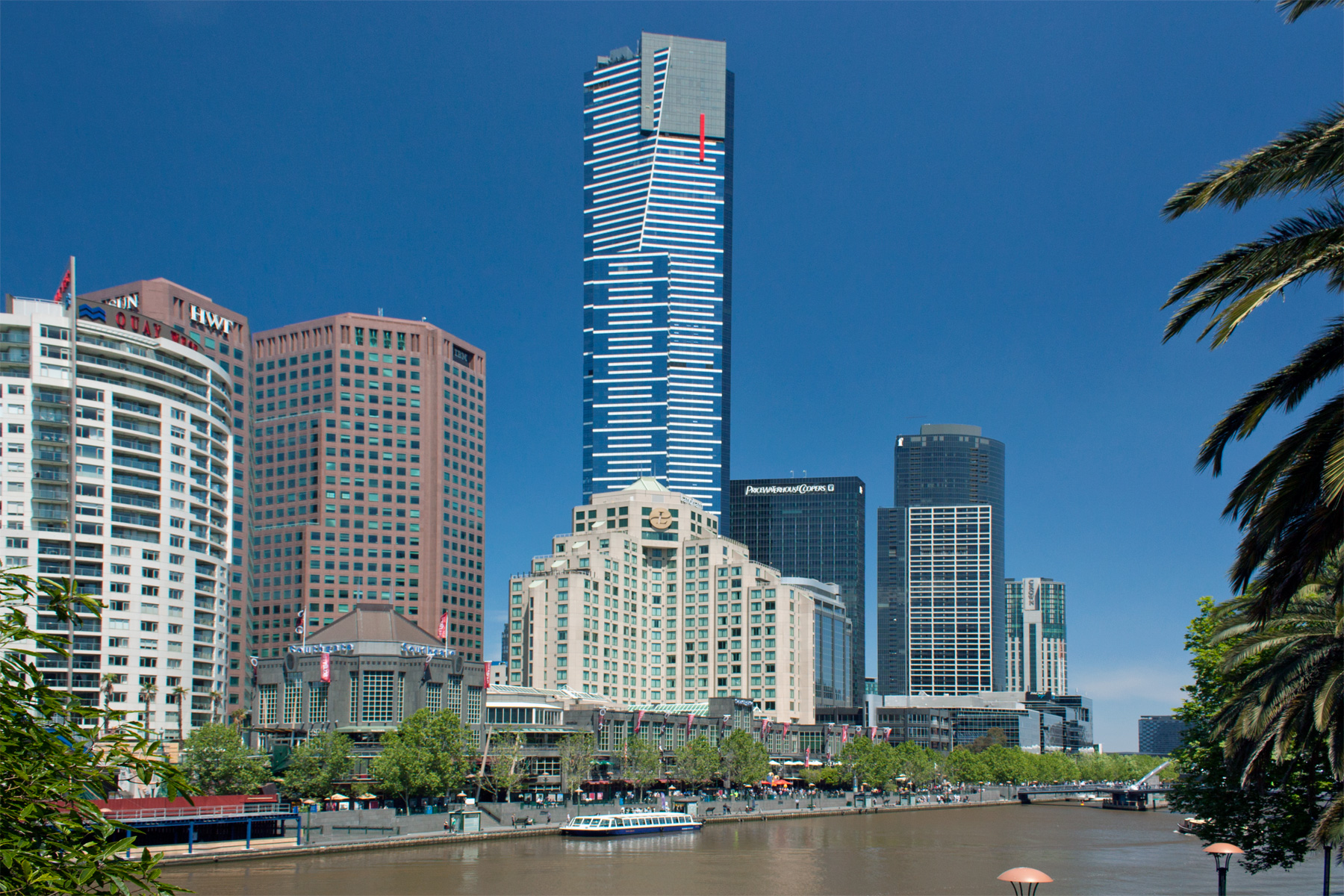
Vista aérea de Melbourne y el río Yarra.

Melbourne se extiende a lo largo del río Yarra a través del valle de Yarra, hacia las cordilleras de Dandenong y de Yarra al este; al norte a través de los valles de matorrales de los afluentes del Yarra, como el Moonee Ponds Creek (hacia el aeropuerto de Tullamarine), Merri Creek y el río Plenty en el exterior de los corredores de crecimiento de los suburbios de Craigieburn y Whittlesea. La ciudad continúa al sureste a través de Dandenong en el corredor de crecimiento de Pakenham, hacia West Gippsland. Los suburbios se disponen hacia el sur a través del valle de Dandenong Creek, la península de Mornington y la ciudad de Frankston ocupando las cimas de Olivers Hill, el Monte Martha y Arthurs Seat, extendiéndose a lo largo de las costas de Port Phillip, como una sola conurbación para llegar al exclusivo barrio de Portsea y Point Nepean. Al oeste, se extiende a lo largo del río Maribyrnong y sus afluentes hacia el norte, en dirección al piedemonte de las cordilleras de Macedon, y a lo largo de la llanura volcánica hacia Melton en el oeste, Werribee en el piedemonte de las cimas volcánicas de You Yang y Geelong, como parte de la mayor área metropolitana hacia el suroeste.
Las principales playas de Melbourne se encuentran en el sureste de los suburbios a lo largo de las orillas de la bahía Port Phillip, en áreas como Port Melbourne, Albert Park, St Kilda, Elwood, Brighton, Sandringham, Mentone Frankston y en los suburbios occidentales de Altona y Williamstown. La playas de surf más cercanas se encuentran a 85 kilómetros al sudeste del CBD de Melbourne, en las playas de Rye, Sorrento y Portsea.

### Clima
Melbourne tiene un clima oceánico moderado (Cfb, según la clasificación climática de Köppen) y es bien conocido por sus cambiantes condiciones climáticas. Esto se debe en parte a la topografía plana de la ciudad, su situación en Port Phillip y la presencia de la cordillera Dandenong hacia el este, una combinación que crea sistemas meteorológicos que a menudo rodea la bahía. La frase "cuatro estaciones en un día" es parte de la cultura popular y comprobada por los visitantes a la ciudad, de ahí que los melbournianos aseguren que si no les gusta el tiempo que hace solo tienen que esperar 10 minutos para que cambie.
Melbourne es más frío que el resto de ciudades de Australia en invierno. La temperatura máxima durante el día más baja de la historia fue de 4,4 °C, el 4 de julio de 1901, mientras que la mínima absoluta fue de -4,4 °C el 21 de julio de 1869. Las nevadas, por su parte, no son usuales. La más reciente ocurrió en forma de aguanieve en el CBD, el 25 de julio de 1986 y las más recientes en el exterior fueron en el Monte Dandenong y en los suburbios del este, con fechas: 10 de agosto de 2005, 15 de noviembre de 2006, 25 de diciembre de 2006 y 10 de agosto de 2008. Sí son más comunes las heladas y la niebla en invierno.

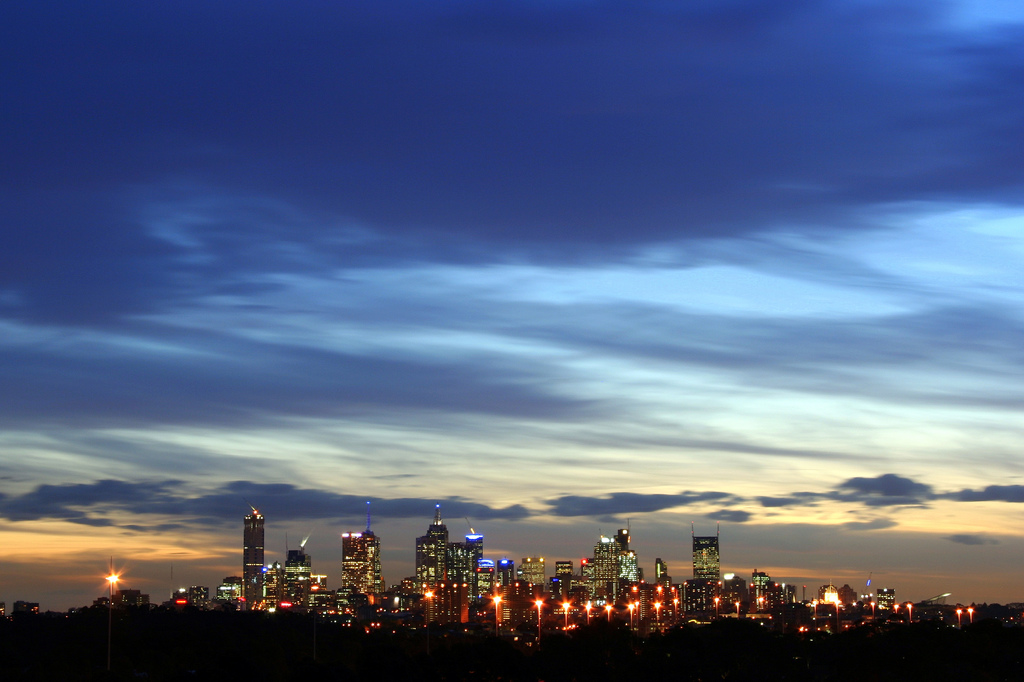
Melbourne disfruta de 49 días soleados al año por 179 nublados.

Durante la primavera, Melbourne tiene largos períodos de clima templado y cielos despejados. De promedio, Melbourne no es tan calurosa en verano como Sídney o Brisbane, ciudades más situadas al norte, pero en ocasiones experimenta veranos realmente cálidos y secos, con temperaturas máximas por encima de 40 °C cuando los vientos del norte soplan aire seco de la árida región de Mallee.
A lo largo de la historia, Melbourne ha experimentado varios eventos meteorológicos inusuales en la zona y extraños desastres naturales. En 1891, la gran inundación que sufrió el río Yarra provocó que aumentase su ancho a 305 metros. Dos años más tarde, en 1897, un devastador fuego arrasó una manzana de la ciudad entre Flinders Street y Flinders Lane, Swanston Street y Elizabeth Street, destrozando también un edificio de oficinas de 43 metros de alto. En 1908, una ola de calor azotó Melbourne. El 2 de febrero de 1918 llegó el tornado Brighton, F3 en la escala Fujita-Pearson, y fue el mayor tornado que golpeó a una ciudad capital australiana, siendo gravemente dañado el costero suburbio de Brighton. En 1934, las tormentas causaron varios daños. El 13 de enero de 1939, Melbourne alcanzó la mayor temperatura jamás registrada en la ciudad, con 45,6 °C durante una ola de calor que asoló el país durante cuatro días en los que los incendios del conocido como Viernes Negro destruyó municipios que hoy son suburbios de Melbourne. En 1951 nevó tanto en el CBD como en los suburbios, aunque de manera moderada. En febrero de 1972, el CBD quedó anegado por las ríadas que llegaban desde Elizabeth Street, que se convirtió en un torrente. El 8 de febrero de 1983, la ciudad fue cubierta por una importante tormenta de polvo, que volvió al día de noche. Pocos días después de aquella tormenta de polvo, el 16 de febrero Melbourne se vio amenazada por un importante fuego que rodeó la ciudad. En 1997, Melbourne volvió a ser castigada con otra ola de calor, registrándose mínimas de 28,8 °C en un período de 24 horas. De acuerdo con los datos de la Oficina australiana de Meteorología, Melbourne sufrió en 2008 su 12.º año consecutivo de precipitaciones por debajo de la media. Esto no es sino otra de las consecuencias atribuidas a la sequía. El día 12 de enero del 2010 se registró una temperatura histórica en 100 años, 37°C, durante la madrugada.
| Parámetros climáticos promedio de Melbourne | Parámetros climáticos promedio de Melbourne | Parámetros climáticos promedio de Melbourne | Parámetros climáticos promedio de Melbourne | Parámetros climáticos promedio de Melbourne | Parámetros climáticos promedio de Melbourne | Parámetros climáticos promedio de Melbourne | Parámetros climáticos promedio de Melbourne | Parámetros climáticos promedio de Melbourne | Parámetros climáticos promedio de Melbourne | Parámetros climáticos promedio de Melbourne | Parámetros climáticos promedio de Melbourne | Parámetros climáticos promedio de Melbourne | Parámetros climáticos promedio de Melbourne |
| Mes                                         | Ene.                                        | Feb.                                        | Mar.                                        | Abr.                                        | May.                                        | Jun.                                        | Jul.                                        | Ago.                                        | Sep.                                        | Oct.                                        | Nov.                                        | Dic.                                        | Anual                                       |
| ------------------------------------------- | ------------------------------------------- | ------------------------------------------- | ------------------------------------------- | ------------------------------------------- | ------------------------------------------- | ------------------------------------------- | ------------------------------------------- | ------------------------------------------- | ------------------------------------------- | ------------------------------------------- | ------------------------------------------- | ------------------------------------------- | ------------------------------------------- |
| Temp. máx. abs. (°C)                        | 45.0                                        | 47.5                                        | 41.5                                        | 35.5                                        | 27.3                                        | 24.3                                        | 23.5                                        | 26.8                                        | 31.2                                        | 37.4                                        | 40.3                                        | 44.3                                        | 47.4                                        |
| Temp. máx. media (°C)                       | 26.3                                        | 26.5                                        | 24.0                                        | 20.3                                        | 16.6                                        | 13.6                                        | 13.1                                        | 14.4                                        | 16.6                                        | 19.2                                        | 21.9                                        | 24.4                                        | 19.7                                        |
| Temp. media (°C)                            | 20.1                                        | 20.2                                        | 18.6                                        | 15.6                                        | 12.7                                        | 10.5                                        | 9.7                                         | 10.9                                        | 12.6                                        | 14.6                                        | 16.6                                        | 18.6                                        | 15.1                                        |
| Temp. mín. media (°C)                       | 13.7                                        | 14.1                                        | 12.6                                        | 10.2                                        | 8.3                                         | 6.2                                         | 5.0                                         | 5.9                                         | 7.0                                         | 8.4                                         | 10.4                                        | 12.0                                        | 9.5                                         |
| Temp. mín. abs. (°C)                        | 5.2                                         | 5.0                                         | 2.7                                         | 0.3                                         | -0.9                                        | -3.3                                        | -4.4                                        | -3.7                                        | -1.7                                        | -1.0                                        | 0.8                                         | 3.6                                         | -4.4                                        |
| Lluvias (mm)                                | 46.8                                        | 48.0                                        | 50.1                                        | 57.3                                        | 55.7                                        | 49.5                                        | 47.5                                        | 50.0                                        | 58.0                                        | 66.0                                        | 60.3                                        | 59.0                                        | 648.3                                       |
| Días de lluvias (≥ 0.2mm)                   | 8.3                                         | 7.5                                         | 9.4                                         | 11.8                                        | 14.6                                        | 15.4                                        | 16.1                                        | 16.1                                        | 14.9                                        | 14.2                                        | 11.8                                        | 10.4                                        | 150.5                                       |
| Horas de sol                                | 279.0                                       | 234.9                                       | 210.8                                       | 168.0                                       | 120.9                                       | 108.0                                       | 114.7                                       | 145.7                                       | 171.0                                       | 195.3                                       | 210.0                                       | 232.5                                       | 2190.8                                      |
| Humedad relativa (%)                        | 47                                          | 48                                          | 49                                          | 52                                          | 59                                          | 63                                          | 61                                          | 56                                          | 53                                          | 50                                          | 49                                          | 47                                          | 53                                          |
| Fuente: Bureau of Meteorology"              |                                             |                                             |                                             |                                             |                                             |                                             |                                             |                                             |                                             |                                             |                                             |                                             |                                             |

## Urbanismo

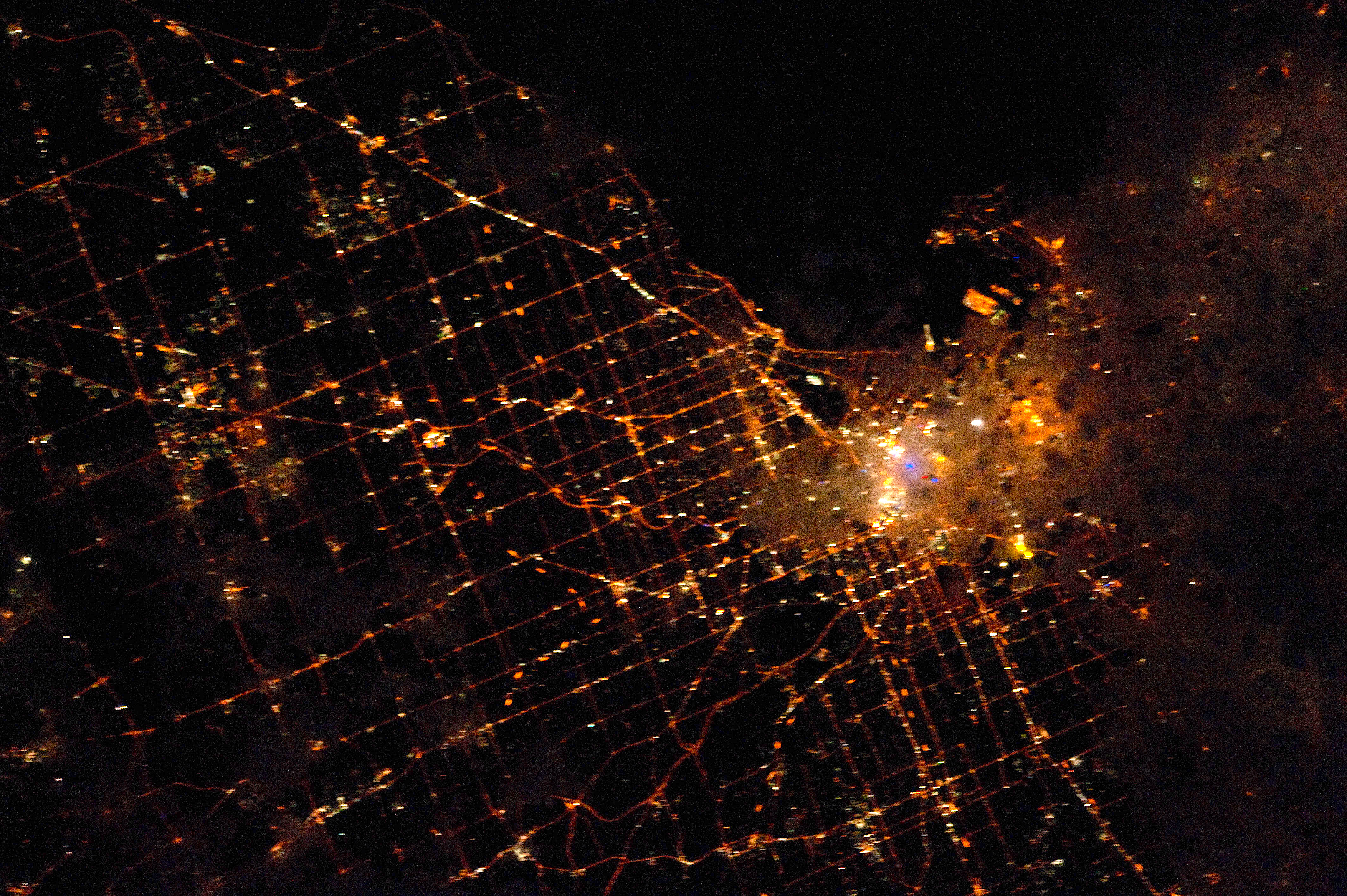
Imagen de satélite de Melbourne en la noche.

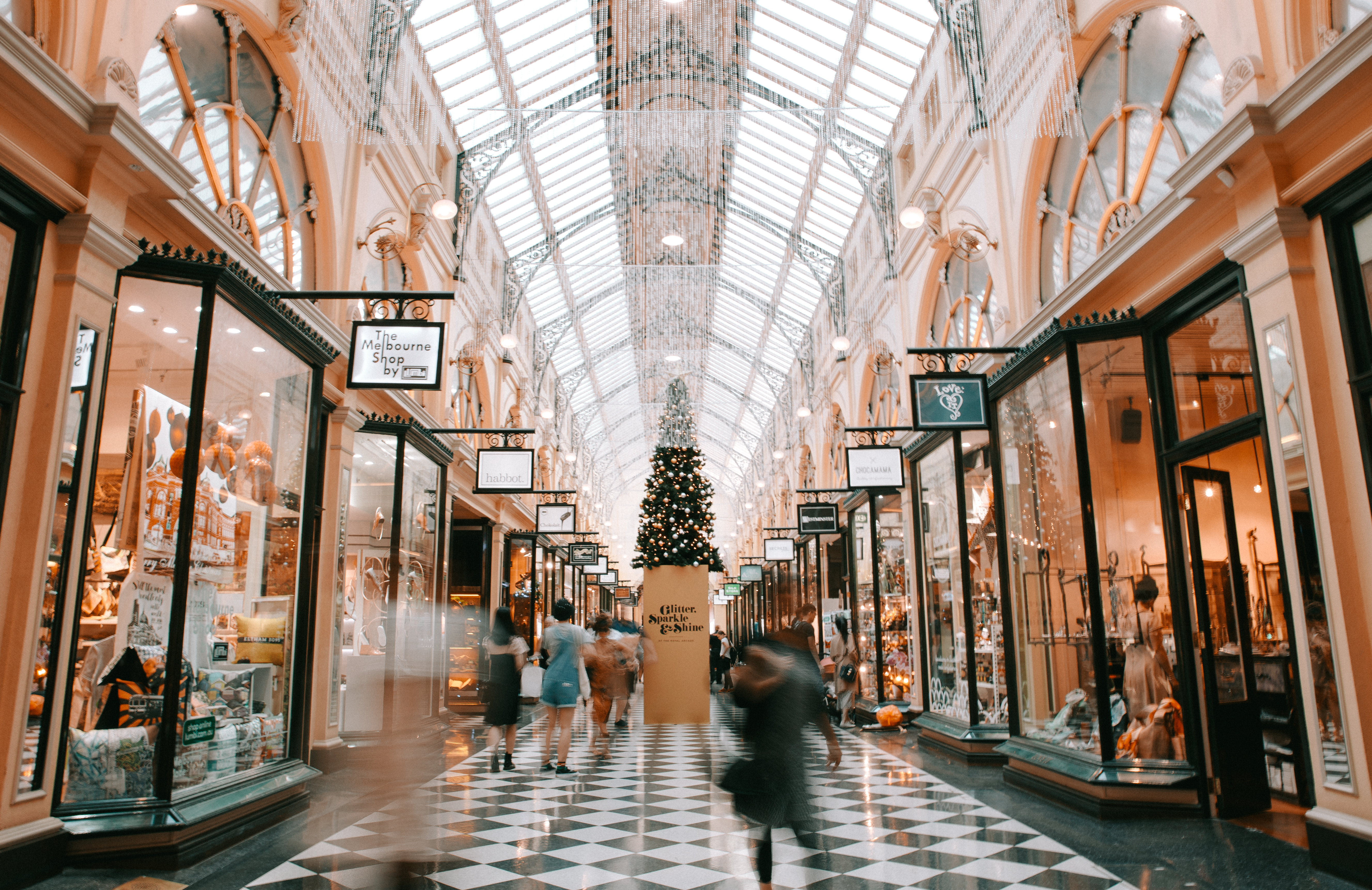
Block Arcade, uno de los muchos centros comerciales victorianos de Melbourne

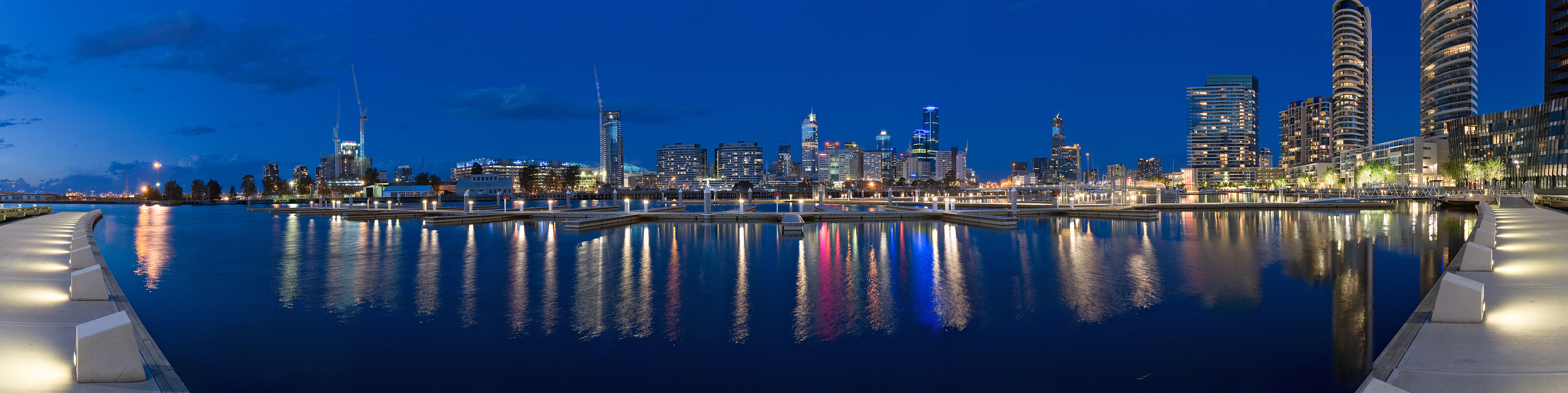
Panorama de Melbourne desde Yarra's Edge, Docklands, al ocaso.

La ciudad original (hoy conocida como el distrito central de negocios o CBD) se establece en Hoddle Grid, su extremo sur en frente del Yarra. El centro de la ciudad es conocido por su atractivo histórico con calles y galerías (la más notables son Block Place y Royal Arcade), que contienen una gran variedad de tiendas y cafés. El CBD de Melbourne, en comparación con otras ciudades australianas carece de límites y/o de restricciones de altura y contiene cinco de los seis edificios más altos en Australia, el más alto de estos es la Eureka Tower. El CBD y sus alrededores también contienen muchos importantes edificios históricos como el Palacio Real de Exposiciones, el Ayuntamiento de Melbourne y el Parlamento. Aunque el área es descrita como el centro, no es realmente el centro demográfico de Melbourne. Debido a una expansión urbana hacia el sureste, el centro demográfico se encuentra en San Bourne, en el suburbio de Glen Iris.
Melbourne es una de las típicas ciudades capitales de Australia en que, tras el cambio del siglo XX, se extendió con la noción de un "Un cuarto de acre de casa, de jardín y piscina" para cada familia, conocido a nivel local como el sueño australiano, actualmente es la ciudad más extensa de Australia y la quinta más extensa del mundo solo superada por el área de Nueva York, Los Ángeles, Chicago, Tokio y Phoenix.
Melbourne es conocida en Australia como la ciudad jardín, y el estado de Victoria una vez fue conocido como el estado jardín. Hay una gran cantidad de parques y jardines en Melbourne, muchos cerca del CBD, con una gran variedad de especies de plantas comunes y raras. También hay muchos parques en los alrededores de Melbourne, como en los municipios de Stonnington, Boroondara y de Port Phillip, al sureste del CBD.
La amplia superficie cubierta por zonas urbanas de Melbourne están formalmente divididas en cientos de suburbios (por asuntos relacionados con las direcciones y los códigos postales), y administrados como áreas de gobierno local.
En Fitzroy, Brunswick Street tiene un ambiente artístico, mientras que Johnston Street es un centro de cultura hispana. 

## Demografía
Melbourne es una ciudad diversa y multicultural, un crisol de culturas.
Casi una cuarta parte de la población de Victoria nació en el extranjero, y en Melbourne residen ciudadanos de 233 países de procedencia distintos, que hablan más de 180 idiomas y dialectos, y practican 116 confesiones religiosas. Melbourne tiene la segunda población más grande de asiáticos en Australia, donde destacan las comunidades de Vietnam, China, India y Sri Lanka.
Los primeros colonos europeos de Melbourne fueron británicos e irlandeses. Estos dos grupos representaron casi la totalidad de las llegadas antes de la fiebre del oro, pero la verdadera transformación llegó tras la Segunda Guerra Mundial. Melbourne fue transformándose por la fiebre del oro de 1850. Pocos meses después del descubrimiento de oro en agosto de 1852, en Ballarat y Bendigo (al oeste de Melbourne) la población de la ciudad aumentó en casi tres cuartas partes, de 25 000 a 40 000 habitantes. Posteriormente, el crecimiento fue exponencial y en 1865, Melbourne había superado a Sídney como la ciudad más poblada de Australia. Las diversas nacionalidades que participaron en la revuelta de Eureka Stockade mostraron un indicio de los flujos migratorios de la segunda mitad del siglo XIX.

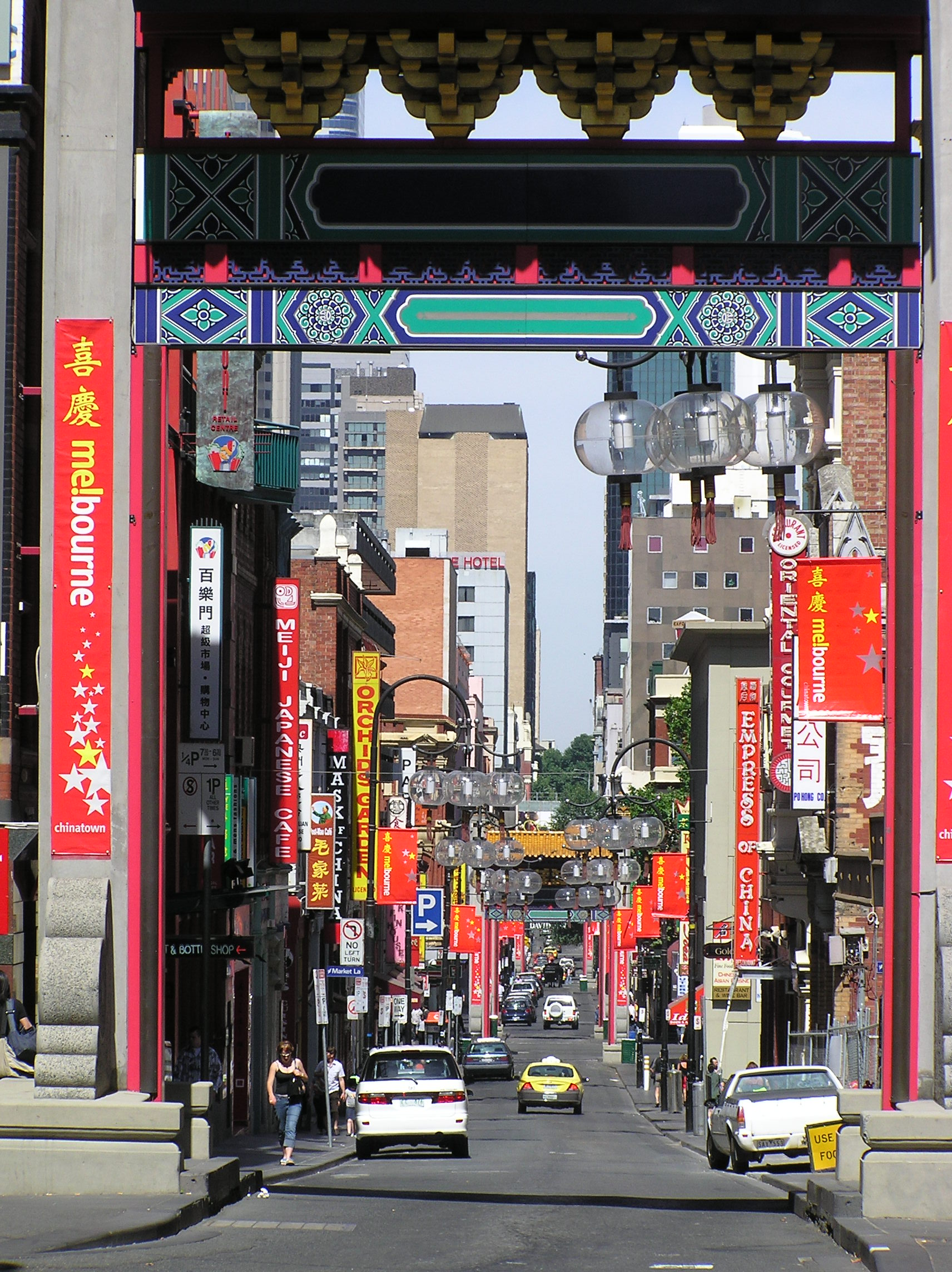
Barrio chino de Melbourne.

Tras el fin de la Segunda Guerra Mundial, Melbourne experimentó una afluencia de inmigrantes sin precedentes, llegados del sur de Europa, principalmente Grecia, Italia y Chipre. También llegaron importantes grupos desde Asia occidental, especialmente de Turquía y el Líbano. Según el censo de 2001, había 151 785 griegos en el área metropolitana. Un dato muy significativo acerca de la comunidad griega es que el 47 % de todos los greco-australianos viven en Melbourne. Los ciudadanos de origen chino y vietnamita también mantienen una presencia notable.
Melbourne supera la media nacional en términos de proporción de residentes nacidos en el extranjero con un 34,8 % en comparación con el promedio nacional de 23,1 %. En concordancia con los datos nacionales, el Reino Unido es el lugar más común de procedencia y nacimiento con un 4,7 %, seguido por Italia (2,4 %), Grecia (1,9 %) y, a continuación, China (1,3 %). Melbourne también cuenta con importantes comunidades vietnamitas, indias y cingaleses, además de sudafricanos y la más reciente afluencia de sudaneses.
Más de dos tercios de las personas en Melbourne solo hablan inglés en casa (68,8 %). El italiano es el segundo idioma más común de origen (4,0 %), el tercero es el griego y el chino queda en cuarto lugar, cada uno con más de 100 000 hablantes.
Aunque la emigración interestatal neta de Victoria ha fluctuado, la división estadística de Melbourne ha crecido en aproximadamente 50 000 personas al año desde 2003. Melbourne ha atraído la mayor proporción de inmigrantes internacionales (48 000) desplazando así a Sídney y a otras capitales a causa de que la vivienda y el costo de vida es más asequible, que han sido los dos factores clave para el crecimiento reciente de Melbourne. En los últimos años, Melton, Wyndham y Casey, que forma parte de la División de Melbourne, han registrado la mayor tasa de crecimiento de todas las zonas de gobierno local en Australia. A pesar de que un estudio demográfico ha revelado que Melbourne podría superar a la población de Sídney en 2028, la Oficina australiana de Estadística (ABS) ha previsto que Sídney seguirá siendo más grande que Melbourne más allá de 2056, aunque por un margen de menos del 3 % en comparación con el margen del 12 % actual.
Después de una tendencia a la disminución de la densidad de la población desde la Segunda Guerra Mundial, la ciudad ha visto aumentada la densidad en el centro y el oeste de los suburbios, en parte ayudados por la planificación de proyectos del Gobierno de Victoria, como el código postal 3000 y Melbourne 2030, que se han dirigido a frenar la expansión urbana.

### Religión
En Melbourne convive una amplia gama de creencias religiosas. La mayoría se declara de confesión cristiana (64 %) con una gran población católica (58,3 %). Sin embargo tanto Melbourne como el resto de Australia están altamente secularizadas. 

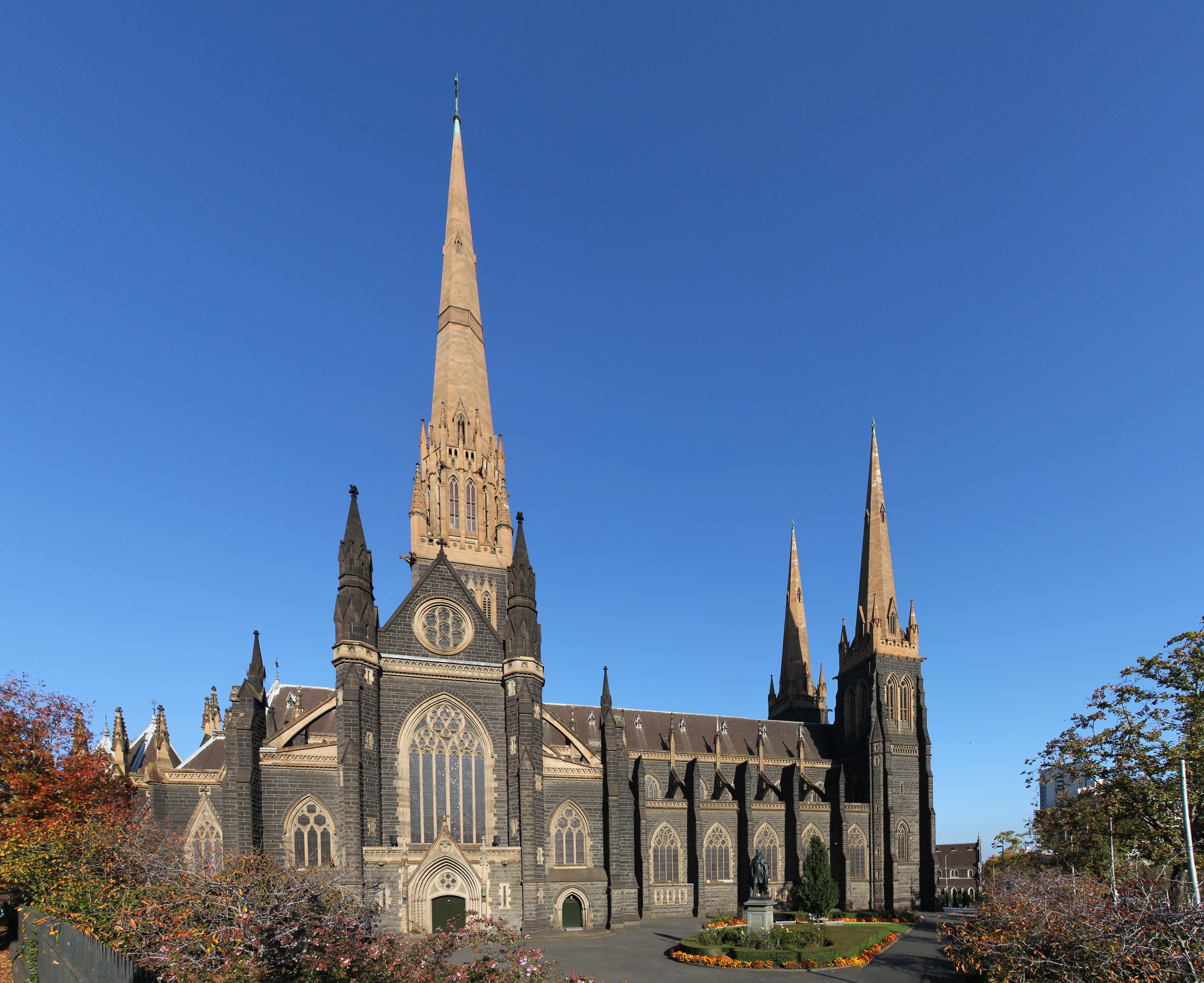
La Catedral de San Patricio de Melbourne.

Pese a ello, la gran población cristiana de la ciudad se reparte en dos grandes catedrales: San Patricio (católica) y San Pablo (anglicana). Ambas fueron construidas en la época victoriana y son de gran importancia patrimonial, ya que forman parte de los principales lugares de interés de la ciudad. Otro lugar de culto de la comunidad católica es la Basílica Menor de Nuestra Señora de las Victorias.
También en Melbourne se ubica la Iglesia Planetshakers, templo principal del Ministerio Evangélico Planetshakers.
La siguiente respuesta más alta, tras los declarados cristianos, fueron los que no consideraban ninguna religión (20,0 %), seguidos de los anglicanos (12,1 %), ortodoxos del Este (5,9 %) y de la Iglesia Unitaria (4,0 %). Los budistas, musulmanes, judíos y los hindúes, todos ellos como colectivo, representan el 7,5 % de la población.
Melbourne es también la residencia del mayor número de supervivientes del Holocausto en Australia. De hecho posee la concentración per cápita más alta fuera de Israel. Para atender las necesidades de la comunidad judía, se han establecido 30 sinagogas en Melbourne, junto con un periódico local judío. La universidad más grande de Melbourne es la Universidad de Monash, nombrada en honor del general judío John Monash.

## Gobierno

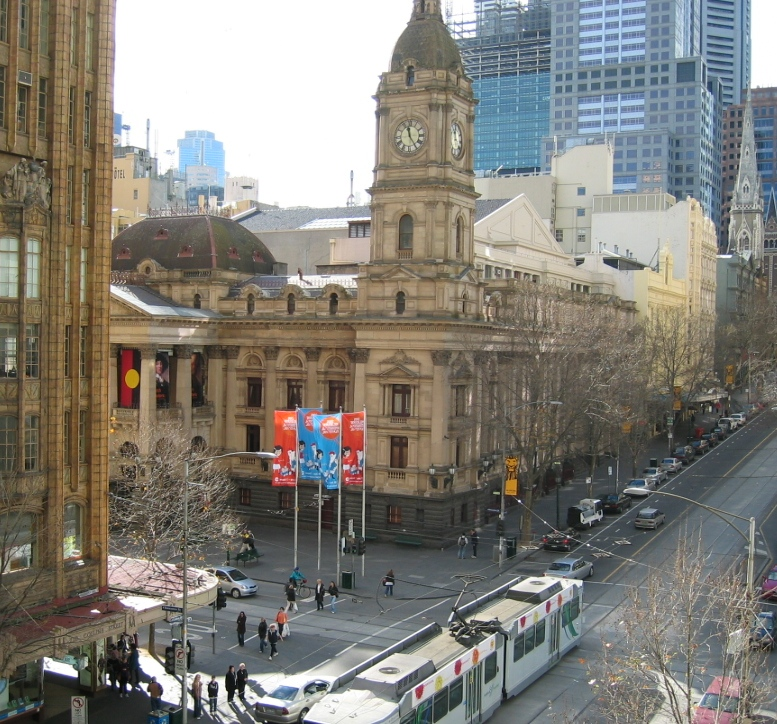
Ayuntamiento de Melbourne.

No existe una entidad administrativa cuyo ámbito de actuación incluya a la totalidad del área metropolitana de Melbourne. El alcalde de Melbourne, en la actualidad Lord Mayor Robert Doyle, y el ayuntamiento de Melbourne tienen jurisdicción únicamente sobre el centro histórico, conocido como Ciudad de Melbourne (City of Melbourne). El resto del área urbana se divide en 30 municipalidades, las cuales utilizan la denominación de ciudades (cities), a excepción de cinco entidades administrativas en la periferia, que reciben el nombre de condados (shires). Todas estas entidades de gobierno local cuentan con sus propias asambleas municipales y ejercen las competencias en materia de servicios públicos delegadas por el gobierno del estado de Victoria. Las asambleas municipales están representadas en la Asociación de Administración Local de Victoria (Local Government Association of Victoria).
La mayor parte de las competencias relacionadas con la administración de la ciudad están, sin embargo, en manos del gobierno del estado de Victoria. Entre estas competencias se encuentran el transporte público, el mantenimiento de las carreteras, el tráfico, la policía, la educación no preescolar y la planificación de proyectos de infraestructura. El escaso nivel de competencias a disposición de las entidades municipales parece deberse al hecho de que tres cuartas partes de la población del estado de Victoria residen en el área metropolitana de Melbourne, lo cual hace que haya una cierta coincidencia en el ámbito de actuación de los poderes estatales y municipales. Esto ha hecho que los órganos administrativos del estado de Victoria hayan sido siempre reacios a ceder parcelas de poder a las entidades municipales.

## Economía

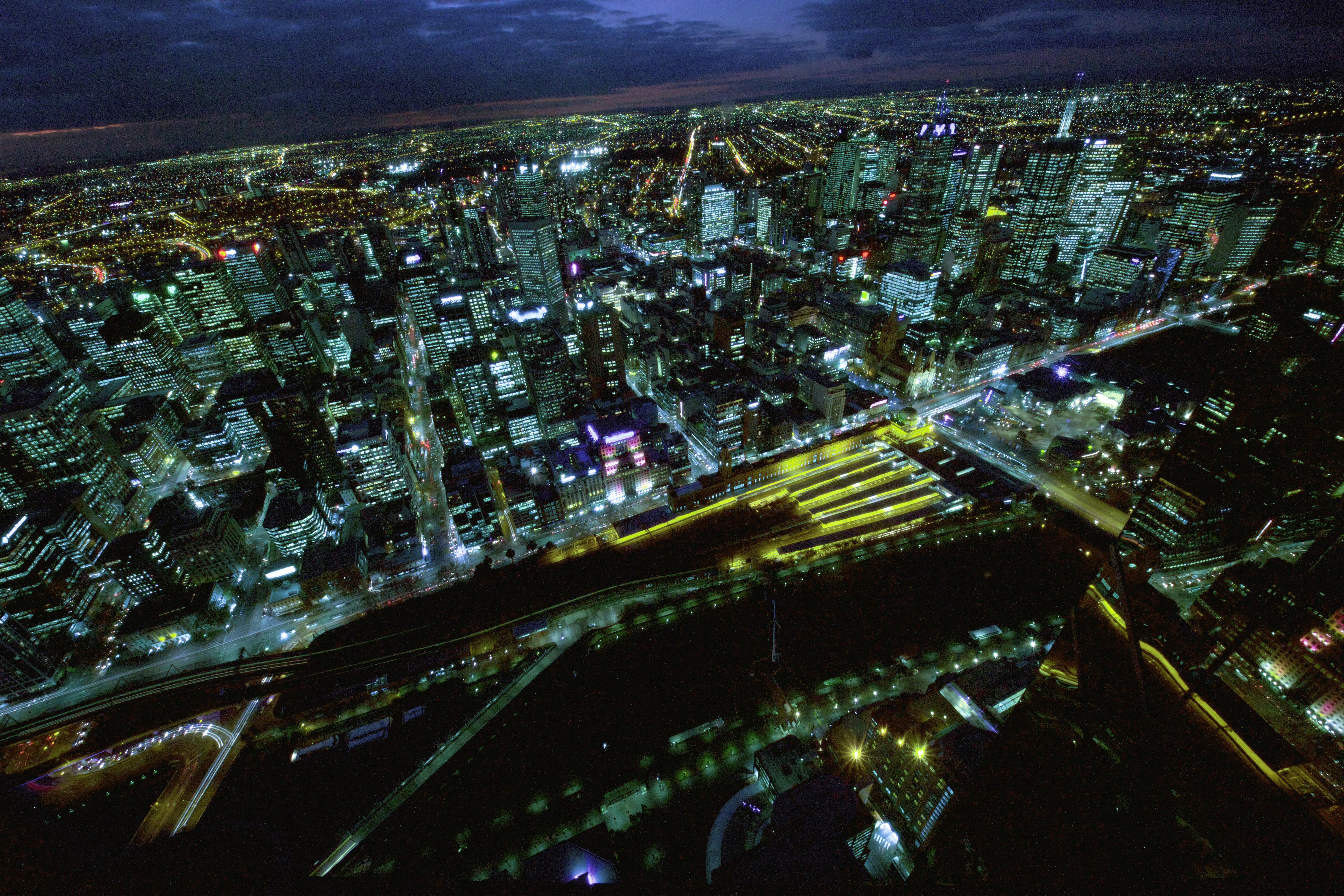
El CBD de Melbourne.

Melbourne es sede del puerto marítimo más ocupado de Australia y de gran parte de la industria automotriz australiana, que incluyen la fabricación de Ford y Toyota, así como la instalación de fabricación de motores de Holden. Es, igualmente, la sede de muchas otras industrias manufactureras, siendo, además, un importante centro financiero y de negocios. El transporte internacional de mercancías es una industria importante en la ciudad. El puerto de Melbourne, el más grande de Australia, maneja más de 75 mil millones de dólares australianos en comercio cada año, así como ostentar el 39 % del comercio de contenedores del país. El Aeropuerto Internacional de Melbourne ofrece un punto de entrada para los visitantes nacionales e internacionales.
Melbourne es también un importante centro de tecnología, con una industria de las ITC (Tecnologías de la Comunicación y la Información) que emplea a más de 60 000 personas (un tercio de las ITC de trabajo de Australia), tiene un volumen de negocios de 19,8 mil millones de dólares australianos y los ingresos de exportación son de 615 millones de dólares americanos.

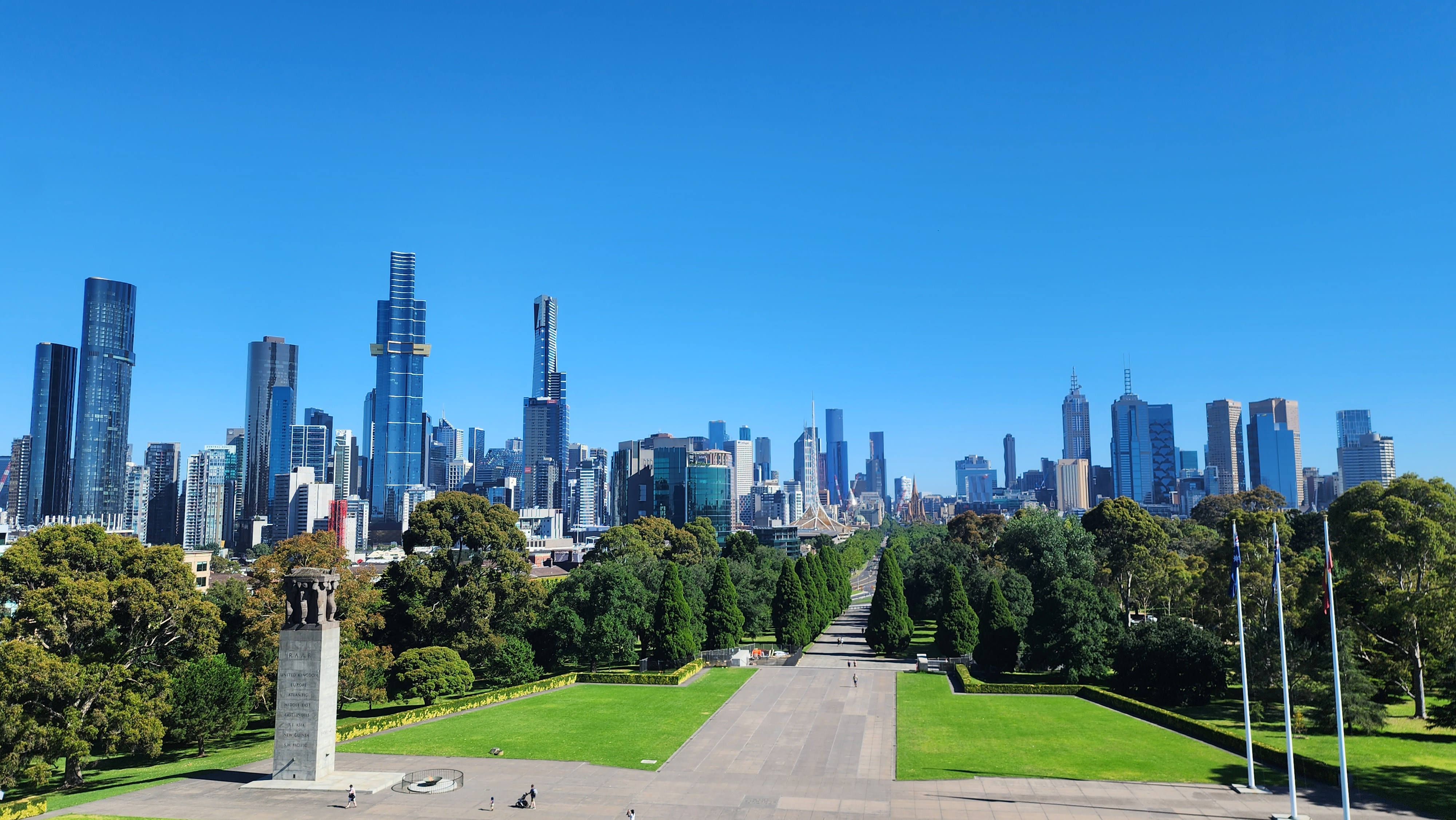
El distrito financiero visto desde el memorial Shrine of Remembrance.

Melbourne tiene una presencia importante como centro financiero para Asia y el Pacífico. Dos de los cuatro grandes bancos, NAB y ANZ, tienen su sede en Melbourne. La ciudad se ha hecho un hueco como el principal centro de Australia para los fondos de pensión con el 40 % del total, y el 65 % de la industria de los super-fondos. En Melbourne se encuentran los 40 mil millones de dólares australianos del Gobierno Federal de Fondo Futuro, y podría llegar a albergar la mayor empresa del mundo en caso de que la propuesta de fusión entre BHP Billiton y Grupo Río Tinto se lleve a cabo.
El turismo desempeña un papel importante en la economía de Melbourne, con aproximadamente 7,6 millones de visitantes nacionales y 1,88 millones de visitantes internacionales en 2004. En 2008, Melbourne superó a Sídney en la cantidad de dinero que gastan los turistas nacionales en la ciudad.
Melbourne consiguió el 16.º puesto dentro de las 50 principales ciudades financieras evaluadas en una encuesta hecha por el Índice de Centros de Comercio Mundial de Mastercard (2007) y es la segunda ciudad aussie, solo superada por Sídney (en 14.º lugar). Y esque Melbourne ha sido una atracción cada vez mayor para conferencias de los mercados nacionales e internacionales. La construcción de un centro de convenciones internacional comenzó en febrero de 2006, e incluye y distrito comercial junto al Centro de Convenciones y Exhibiciones de Melbourne, que va a conectar el desarrollo a lo largo del río Yarra con el distrito de Southbank y la reurbanización de Docklands.
Melbourne desarrolló ambiciosos proyectos de infraestructuras con motivo de la celebración de los Juegos de la Commonwealth en 2006 y la reunión de ministros de finanzas del G-20, que tuvo lugar en la ciudad ese mismo año. Estos proyectos incluyen la mejora del sistema de transporte público, y la construcción de nueva plazas hoteleras y edificios residenciales, así como la remodelación de las instalaciones deportivas para los Juegos de la Commonwealth.

## Educación
La educación es supervisada por el Departamento de Educación y Desarrollo Infantil (DEECD) del estado, cuya función es "proporcionar asesoramiento de política y planificación en la entrega de educación".

### Primaria y secundaria
La evaluación de la educación primaria y secundaria, el desarrollo de planes de estudios y las iniciativas de investigación educativas en Melbourne y Victoria corren a cargo de la Autoridad de Evaluación y Plan de estudios de Victoria (Victorian Curriculum and Assessment Authority, VCAA), que ofrece el aprendizaje de las normas esenciales de Victoria (VELS) y el Control de la Mejora de los Logros (AIM), certificados de años de preparación hasta los 10 años, y el Certificado de Educación de Victoria (VCE) y el Certificado de Aprendizaje Aplicada de Victoria (VCAL), forman parte de programas de secundaria superior (desde los 11 a 12 años).

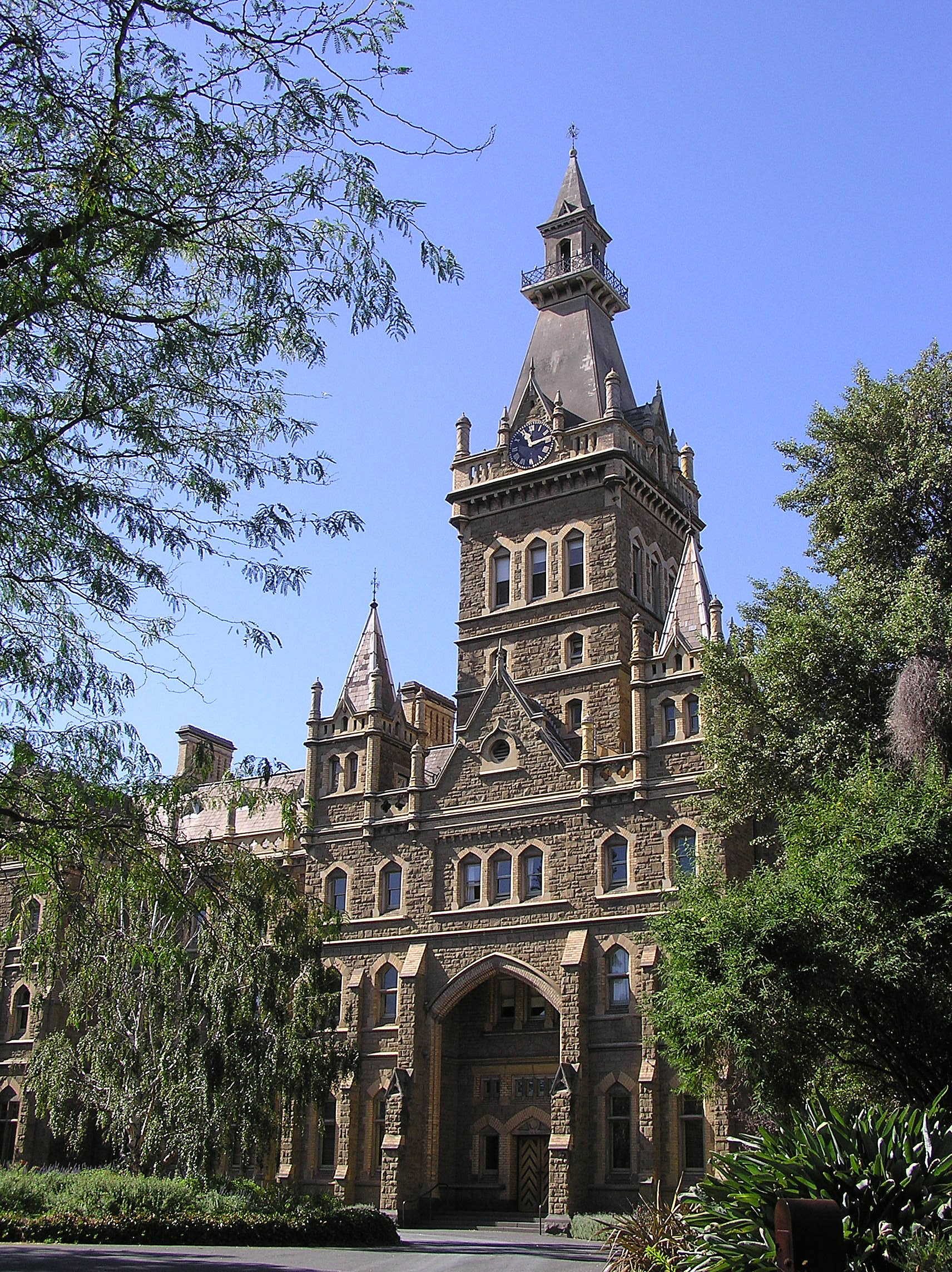
Ormond College de la Universidad de Melbourne.

Muchas escuelas secundarias en Melbourne se llaman "colegios secundarios", un legado del gobierno de la laborista Joan Kirner. Hay dos escuelas públicas selectivas en Melbourne, pero todas las escuelas públicas podrán restringir la entrada a los estudiantes que vivan en sus "zonas" regionales.
Aunque la educación pública no terciaria es gratuita, el 35 % de los estudiantes asisten a una escuela primaria o secundaria privada. Las más numerosas son las escuelas privadas católicas, y el resto son independientes.

### Universitaria
Las dos universidades más importantes de Melbourne son la Universidad de Melbourne y la Universidad de Monash, la universidad más grande en Australia. Ambas son miembros del Grupo de los Ocho universidades australianas. La Universidad de Melbourne ocupó el segundo lugar entre las universidades de Australia en el ranking internacional del suplemento Times Higher Education 2006. Esta revista clasificó la Universidad de Melbourne como la 22ª mejor universidad del mundo y la Universidad de Monash ocupó el 38.º puesto de entre las mejores universidades del mundo. Melbourne quedó encuadrada entre las cuatro ciudades universitarias del mundo en 2008 después de Londres, Boston y Tokio.
Melbourne es la sede de algunas de las más antiguas instituciones educativas del país, como la Facultad de Derecho (1857), la de Ingeniería (1860), la de Medicina (1862), Odontología (1897) y Música (1891), todas ellas en la Universidad de Melbourne. Ésta es también la universidad más antigua de Victoria y la segunda universidad más antigua de Australia.
Entre otras universidades en Melbourne figuran la Universidad La Trobe, Universidad RMIT, Universidad de Tecnología de Swinburne, la Universidad de Victoria y el campus de San Patricio de la Universidad Católica de Australia. La Universidad de Deakin mantiene dos campus principales en Melbourne y Geelong, y es la tercera universidad más grande de Victoria. En los últimos años, el número de estudiantes internacionales en universidades de Melbourne ha aumentado considerablemente, a consecuencia de un aumento del número de plazas que se pondrán a disposición de los estudiantes que paguen tarifa completa.

## Cultura

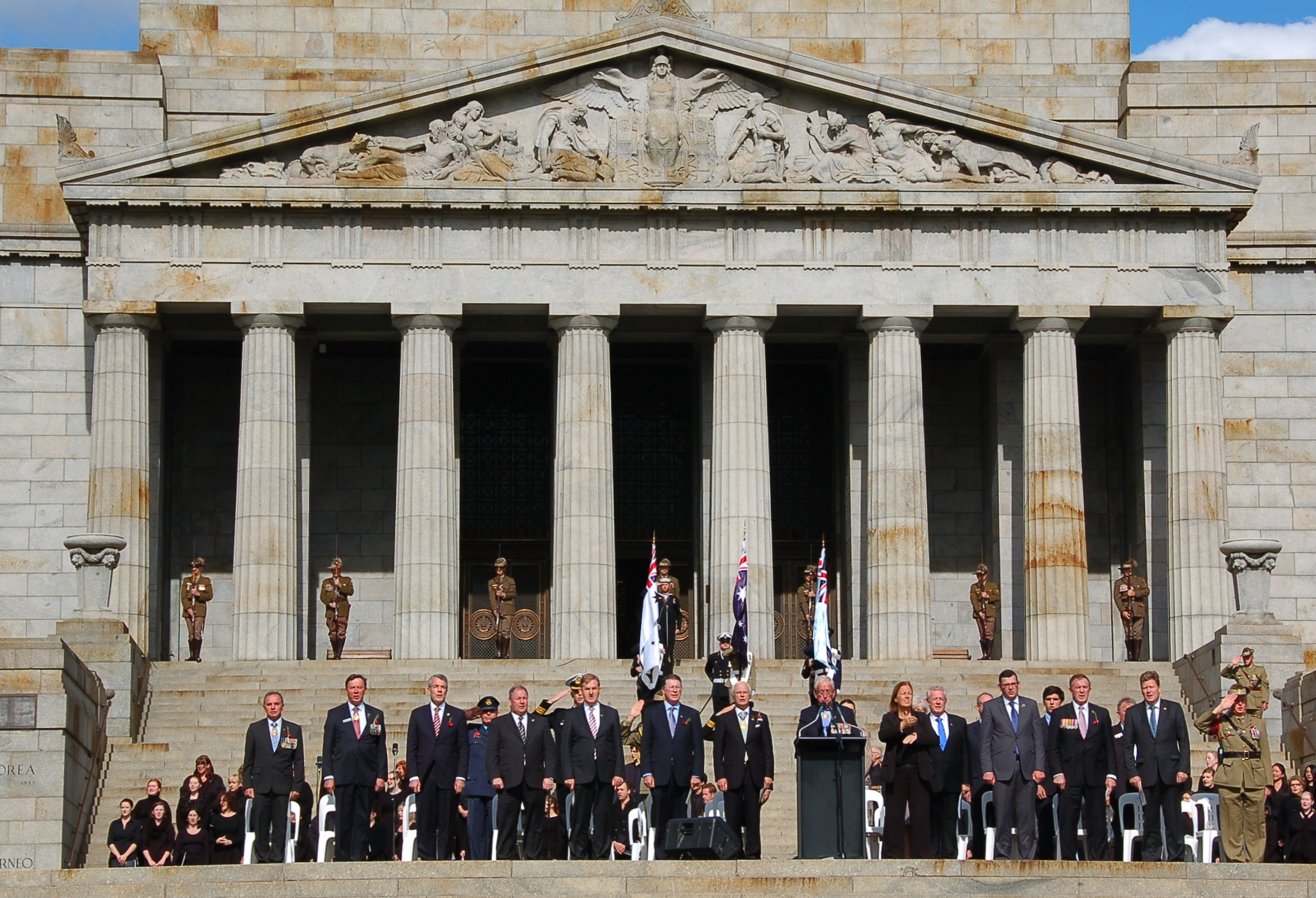
El Shrine of Remembrance es un importante memorial construido para recordar a los combatientes australianos de la Primera Guerra Mundial.

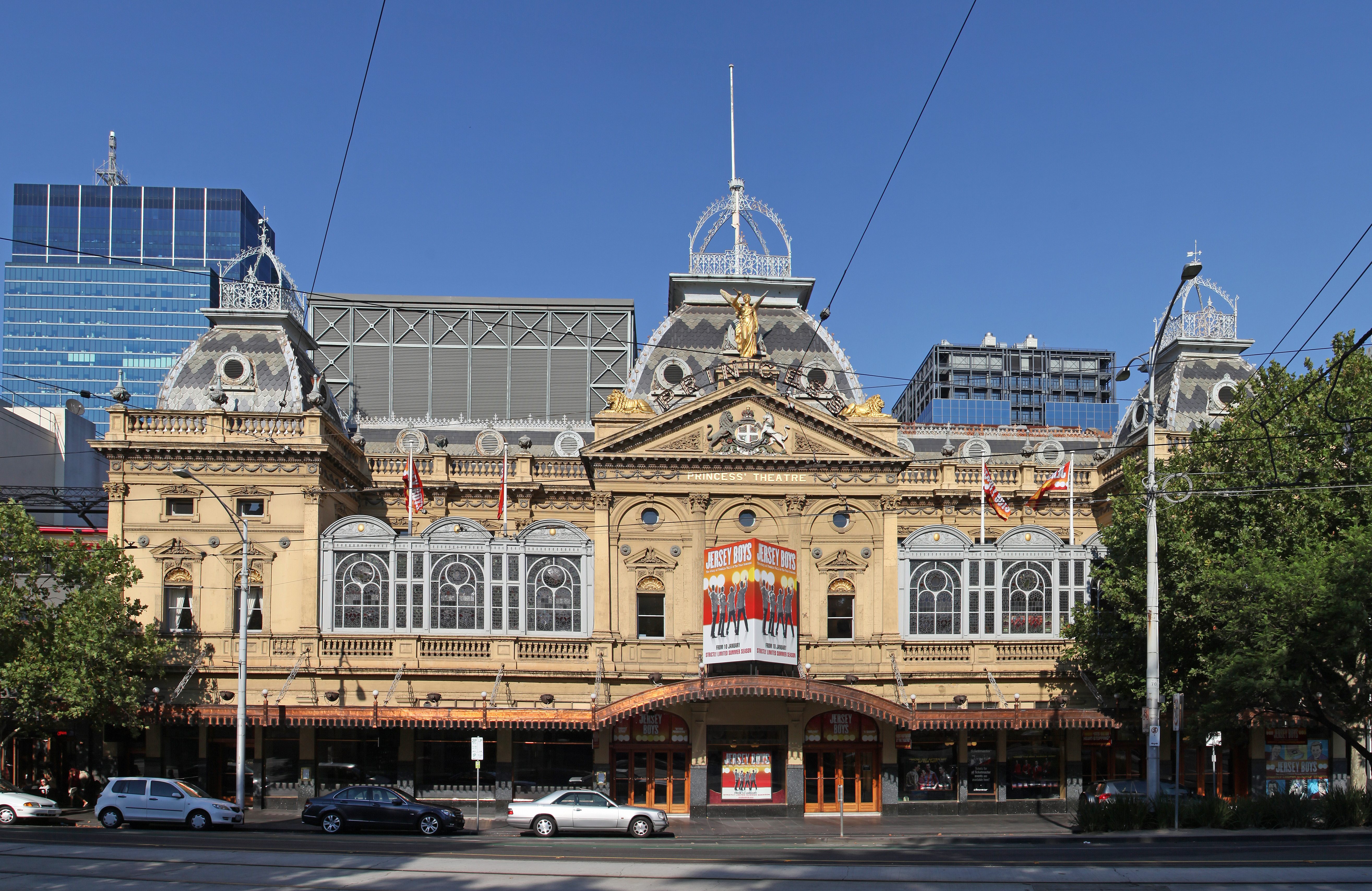
El Teatro Princesa (Princess Theatre).

Melbourne es ampliamente considerada como la capital cultural y deportiva de Australia. En tres ocasiones ha compartido la posición más alta en un estudio realizado por The Economist de las Ciudades Más Habitables del Mundo sobre la base de sus atributos culturales, el clima, el costo de vida, y las condiciones sociales tales como los índices de delincuencia y la asistencia sanitaria, en 2002, 2004 y 2005. En los últimos años el aumento de los precios de las propiedades han llevado a Melbourne a ser nombrada la 36.ª ciudad del mundo menos asequible y la segunda menos asequible de Australia.
La ciudad celebra una gran variedad de eventos culturales anuales, de artes escénicas y de arquitectura. Melbourne es también considerado como la capital de la música en vivo de Australia con una gran parte de artistas exitosos australianos que surgen de la escena de música en vivo de Melbourne. El arte callejero en Melbourne se ha hecho cada vez más popular entre las guías de Lonely Planet, listándolo como una de las principales atracciones. La ciudad también es admirada como una de las grandes ciudades de la Época victoriana (1837-1901) y una vigorosa vida urbana se cruza con una impresionante gama de edificios del siglo XIX y principios del siglo XX.

### Arte
El Centro de las Artes de Victoria (Victorian Arts Centre) alberga habitualmente representaciones de teatro, ópera, música clásica y contemporánea y artes visuales. Este centro es, además sede de la Ópera de Australia, la Compañía de Teatro de Australia, la Orquesta Sinfónica de Melbourne y el Ballet Australiano. La ciudad cuenta con un gran número de teatros como el Teatro Princesa (Princess Theatre), Teatro Regente (Regent Theatre), Teatro Foro (Forum Theatre), el Teatro de la Comedia (Comedy Theatre), el Ateneo (Athenaeum), el Teatro de Su Majestad (Her Majesty's Theatre), Teatro del Estado (State Theatre), Teatro Capitol (Capitol Theatre) y el Teatro de Palacio (Palais Theatre).
En cuanto a los museos de la ciudad, el más importante es el Museo de Melbourne (Melbourne Museum), que contiene espectaculares fósiles de dinosaurios, un gigantesco cubo de Rubik, así como su propia selva tropical interior. Es el museo más grande del país. A escasos metros del Centro de las Artes de Victoria se encuentra el Centro de Arte Contemporáneo Australiano (Australian Centre for Contemporary Art), museo alojado en un edificio de construcción reciente que incluye en el mismo sitio el Teatro Malthouse (Malthouse Theatre). Otro de los principales museos de la ciudad es el Centro Ian Potter (Ian Potter Centre), museo dedicado al arte australiano que se encuentra en la plaza Federation Square, espacio público de diseño controvertido en el que se celebran muchos de los eventos culturales y artísticos de la ciudad, y el Centro Australiano para el Imagen en Movimiento (Australian Centre for the Moving Image) que también se encuentra en la plaza Federation Square.

### Artes visuales
La escuela de Heidelberg en Melbourne, principalmente el trabajo de artistas con sede en Melbourne fue el primer gran movimiento de arte en Australia, comenzó a finales de 1880. Muchas de sus obras más importantes se celebran en la Galería Nacional de Victoria, una de las principales colecciones de arte visual de Australia. La fuerte comunidad artística culminó con importantes colonias de artistas como Heidelberg y Montsalvat.

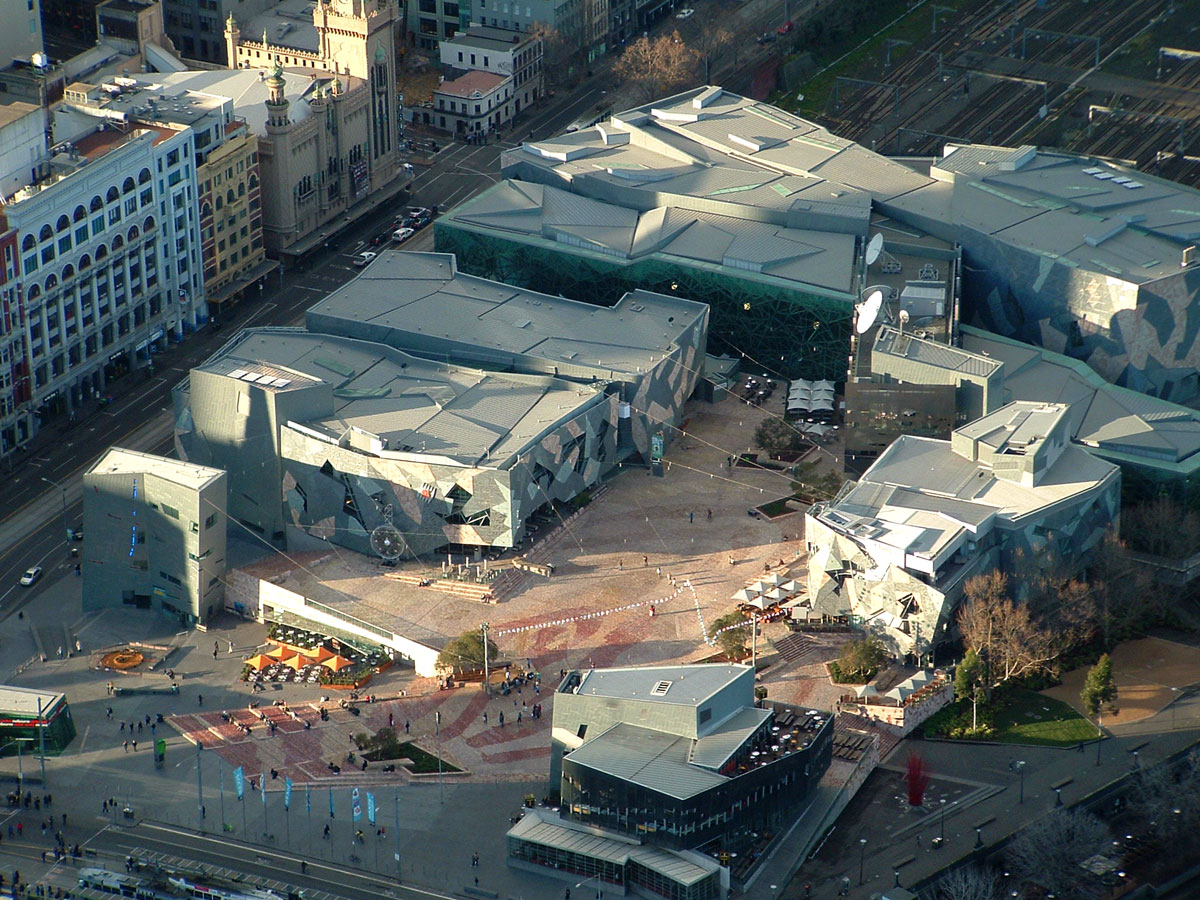
La impactante Federation Square.

Melbourne alberga una gran variedad de obras de arte públicas, estatuas y esculturas. Escultores como Deborah Halpern han desempeñado una parte importante en la mejora de muchos de los espacios públicos de la ciudad. En tiempos modernos, la ciudad ha sido conocida por sus famosos esténciles, un arte público que aparece en numerosas calles de la ciudad.
La ciudad es la sede del Centro Australiano para la imagen en movimiento, una organización dedicada a la imagen en movimiento en todas sus formas, desde el cine a la animación, a los videojuegos y la televisión. La ciudad cuenta con importantes festivales de cine incluyendo el Festival Internacional de Cine de Melbourne, el Festival de Cine Queer de Melbourne, el Festival de Cine Underground de Melbourne y el Festival Internacional de Animación de Melbourne, con la colaboración de varios de los principales cines de la ciudad. Los Central City Studios de Melbourne, en Docklands, fueron construidos en 2005 y ha producido varias películas de gran presupuesto.
Melbourne es conocido también por la moda. La ciudad tiene una pequeña base industrial, pero se ha diversificado en las áreas más creativas de la industria de la moda. El Festival de Moda de Melbourne es un evento anual que se celebra en la ciudad.
El Street Art de Melbourne es internacionalmente reconocido por su gran variedad de este arte callejero y las subculturas asociadas a él. A lo largo de la década de 1970 y 80, gran parte de los descontentos jóvenes de la ciudad fueron influenciados por el grafiti de Nueva York, que posteriormente pasó a ser popular en el centro de las ciudades y suburbios a lo largo del ferrocarril de cercanías y líneas de tranvía. Tras el cambio de siglo, cuando el esténcil por primera vez se convirtió en prominente en el Reino Unido, fue tal vez Melbourne la primera de las principales ciudades no británicas que abarca este arte, provocando un aumento de la conciencia pública con respecto a este concepto de arte. Muchos suburbios de Melbourne llenos de este tipo de dibujos protegen ahora grandes áreas de lo que se pensaba anteriormente que era vandalismo. Artistas internacionales como Banksy tienen su base de trabajo en Melbourne.

### Música
Melbourne acoge una extensa industria de música independiente y comercial. Como en muchas ciudades de todo el mundo, su escena musical independiente está creciendo rápidamente y a la vez que las discográficas comerciales encuentran cada vez más dificultades para comercializar y vender la música como un producto, un número creciente de gente está reconociendo y apreciando la música como una forma de arte en lugar de un producto.

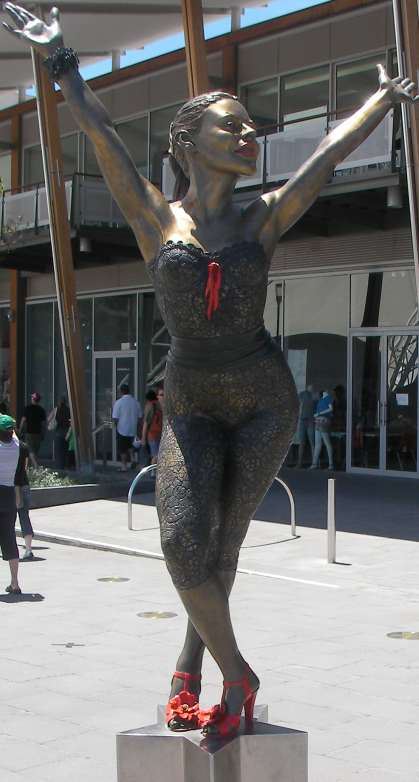
Estatua de bronce de Kylie Minogue en Waterfront City, Melbourne Docklands.

Melbourne tiene una de las más amplias y exitosas escenas musicales independientes del mundo. Una variedad de factores incluyen una relativa abundancia de conciertos y sellos independientes, la prensa de la calle, el firme apoyo de la radio libre (como la PBS, 3RRR, 3CR) y abundancia de sellos discográficos independientes. La industria musical independiente de Melbourne ha sido objeto de dos películas documentales, Sticky Carpet en 2006 y Super8 Diaries Project en 2008. Algunos de los más importantes e influyentes artistas alternativos surgieron de Melbourne a finales de los 70 y principios de 80, la banda post-punk The Birthday Party son uno de los "más oscuros y desafiantes grupos post-punk de principios de los 80". Un dúo de Melbourne de rock gótico mezclado con dark wave y música clásica, llamado Dead Can Dance, fundaron el dark wave neoclásico.
Muchos grupos locales con regularidad se autofinancian giras alrededor de Australia y el extranjero, principalmente por el sudeste de Asia y Nueva Zelanda, y también por Europa, Norteamérica y Japón. Melbourne ha generado una gran cantidad de artistas independientes en los últimos años que han recibido la atención de los medios comerciales internacionales, tales como: Cut Copy, Architecture in Helsinki, The Drones, Grinderman, Augie March, Dirty Three, Muscles, The Lucksmiths, The Crayon Fields, Love of Diagrams, Midnight Juggernauts, Gotye, King Gizzard and the Lizard Wizard, Brody Dalle y The Avalanches, entre otros.
La animada escena de rock y pop en Melbourne también ha promovido muchos artistas de renombre internacional y músicos. La década de 1960 dio lugar a numerosos artistas como Olivia Newton-John, John Farnham, Graeme Bell, y el grupo de folk The Seekers. En los 70 y los 80 varios artistas y bandas de éxito de Melbourne fueron Hunters & Collectors, Nick Cave, Flea (de Red Hot Chili Peppers), Weddings Parties Anything, TISM, Dead Can Dance, Snog, Jet y Something for Kate. En los últimos años, Kylie Minogue, Dannii Minogue, Tina Arena, The Living End, Missy Higgins, Jason Donovan y la famosa integrante de Blackpink Rosé, han alcanzado el éxito. También en esta ciudad nació Phil Rudd y Greg Ham

### Deporte

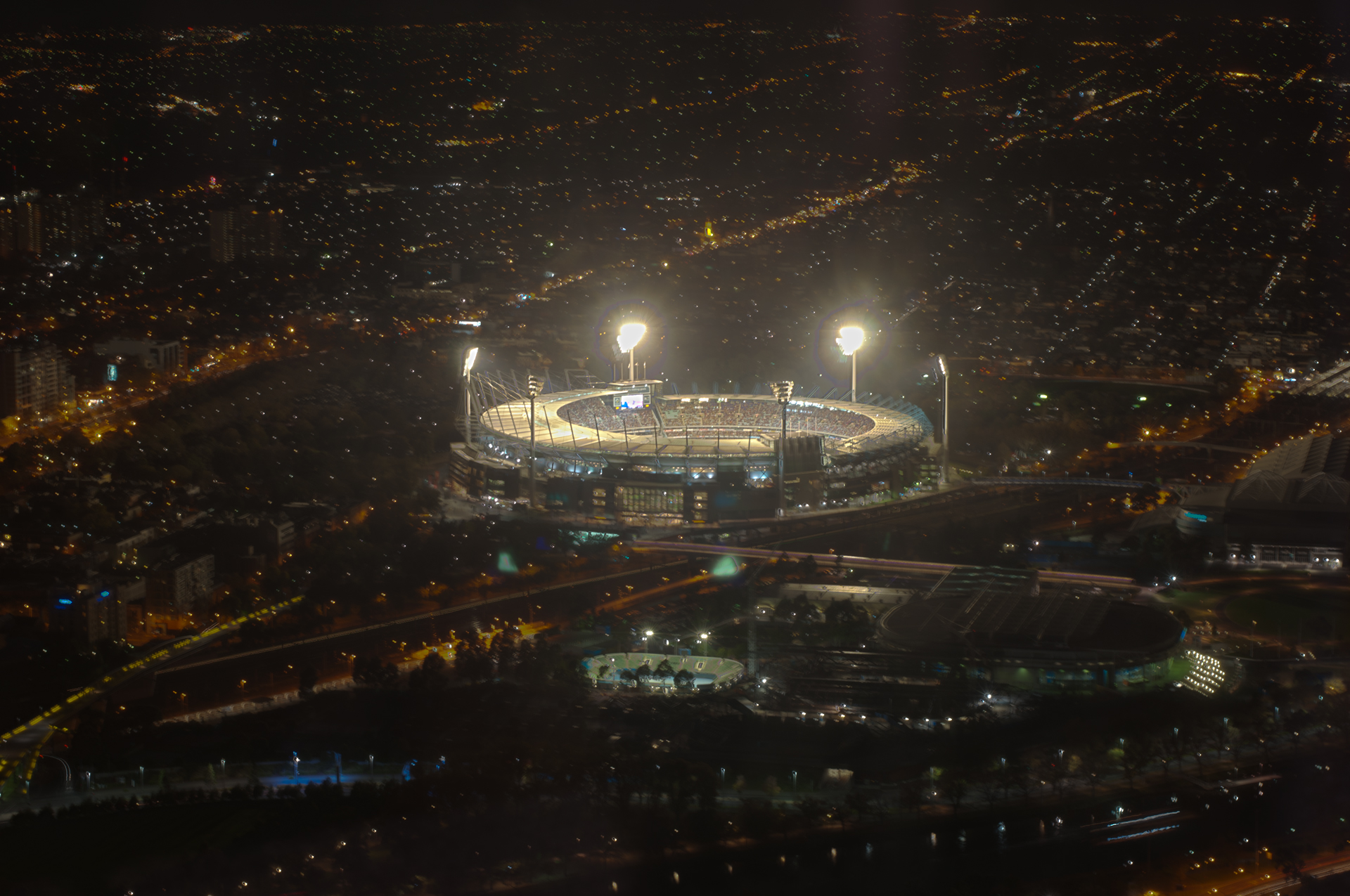
El Melbourne Cricket Ground, la sede del críquet y el fútbol australiano.

Melbourne fue sede de los Juegos Olímpicos de 1956, de los Juegos de la Mancomunidad de 2006, coorganizó la Copa Mundial de Rugby de 2003 y fue anfitriona del Campeonato Mundial de Polo en 2001. La ciudad cuenta con el Museo Nacional de Deportes, y además, en ella se organizan numerosos acontecimientos deportivos a lo largo del año, como el Abierto de Australia de tenis, el Abierto de Australia de golf, la Melbourne Cup de hípica y el Gran Premio de Australia de Fórmula 1 y el Gran Premio de Australia de Motociclismo del Campeonato del mundo de motociclismo en el Circuito de Phillip Island.

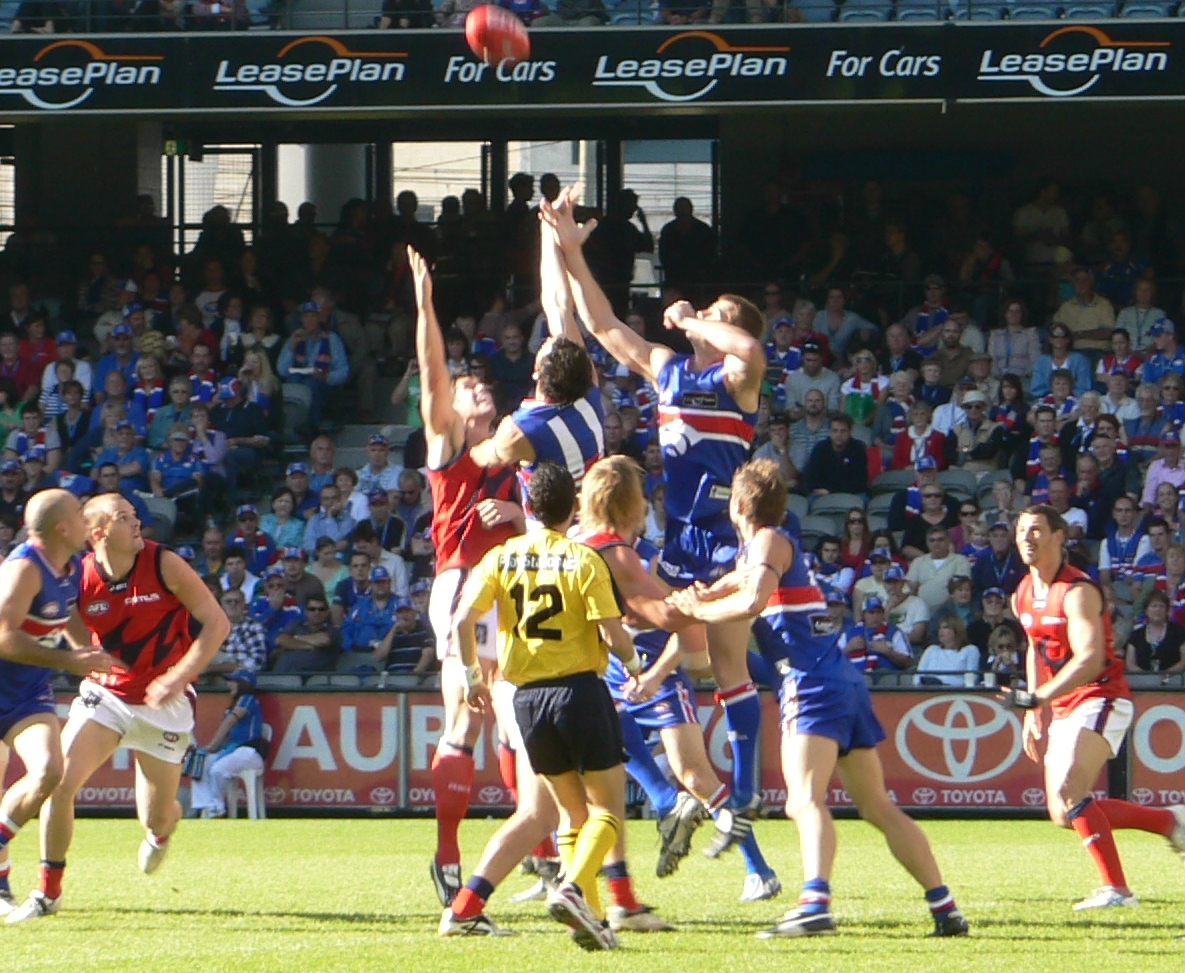
Fútbol australiano en el Dockland Telstra Dome de Melbourne.

La ciudad es la cuna del fútbol australiano y del críquet, los deportes más populares en el estado de Victoria. El primer partido oficial de críquet tuvo lugar en el Melbourne Cricket Ground, en marzo de 1877. El Melbourne Cricket Ground es el mayor campo de críquet en el mundo con una capacidad para 100 000 espectadores. Allí juegan de local los Melbourne Stars de la Big Bash League, mientras que los Melbourne Renegades juegan en el Docklands Stadium. El primer partido de fútbol australiano tuvo lugar en 1858 y la Australian Football League (Liga de Fútbol Australiano) tiene su sede en Docklands. Nueve de sus equipos tienen su sede en el área metropolitana de Melbourne y cinco partidos de la Australian Football League se juegan por semana atrayendo a un promedio 40 000 personas por partido. Además, la ciudad acoge cada año la final de la Australian Football League.
La ciudad es también la sede de varios equipos profesionales de competiciones nacionales como el Melbourne Storm (Rugby League), que juega en la Liga Nacional de Rugby, el Melbourne Victory y Melbourne City (fútbol), de la A-League, el Melbourne Vixens de netball y los equipos de baloncesto Melbourne Tigers y South Dragons de la Liga Nacional de Baloncesto de Australia.
En marzo de 2007 la ciudad recibió el Campeonato Mundial de Natación, competición que marcó la retirada del mítico Ian Thorpe.

### Medios de comunicación
Melbourne cuenta con tres periódicos diarios, el Herald Sun (un tabloide), el The Age (un periódico de gran formato), propiedad de Fairfax Media, y el The Australian (un periódico de gran formato nacional). En cuanto a prensa gratuita, el periódico mX se distribuye cada día de la semana en las estaciones de ferrocarril y en las calles del centro de Melbourne.
Melbourne también tiene 6 canales de televisión: HSV-7, que emite desde la zona de Melbourne Docklands; GTV-9, que emite desde sus estudios de Richmond, y ATV-10, que emite desde el Como Complex en South Yarra. Las estaciones nacionales que emiten en Melbourne incluyen la Australian Broadcasting Corporation (ABC), que cuenta con dos estudios, uno en Ripponlea y otro en Southbank; y Special Broadcasting Service (SBS), que transmite desde sus estudios en el Federation Square en el centro de la ciudad. C31 Melbourne es la cadena de televisión local en Melbourne, y su gama de difusión también se diversifica a Geelong. Melbourne también recibe televisión de pago, en gran parte a través de servicios de cable. Foxtel y Optus son los principales proveedores de la televisión de pago.
Una serie de emisoras de radio están localizadas en las zonas de Melbourne como Nova 100 y Mix 101.1, ambas en Richmond; Fox FM y Triple M, que comparten estudios en el sur de Melbourne; 774 ABC Melbourne, 3AW y Magic 1278. La radio comunitaria también cuenta con gran importancia en la ciudad, siendo 3RRR, 3PBS y 3CR las emisoras más conocidas.
En cuanto a emisoras de radio de música comercial, se incluyen Triple J, Triple M y Fox FM, estas dos últimas propiedad de Austereo Network en Australia. Vega915, propiedad de DMG, es la emisora de música comercial más reciente de la ciudad. Otras emisoras son Nova 100 y Mix FM.
En Melbourne también existen radios deportivas, entre las que destacan SEN 1116 y Sport 927.

### Entretenimiento
Melbourne es la ciudad con mejor vida nocturna de Oceanía y Asia y la ciudad más cosmopolita y dinámica del continente.
Los restaurantes de Melbourne son numerosos y presentan una amplia gama de cocinas. La ciudad tiene una reputación como una capital culinaria, celebrando cada año el Festival de Comida y Vino de Melbourne. Además del famoso "Little Italy" de Lygon Street en Carlton, otros lugares culinarios favoritos por los residentes de Melbourne dentro de la ciudad son Fitzroy Street en St Kilda, Brunswick Street en Fitzroy, Victoria St en Collingwood, el centro de Melbourne, y las zonas de Docklands y Southbank. En 2006, Jamie Oliver, seleccione Melbourne como sede de "Fifteen Melbourne", el restaurante australiano para su reality show Jamie’s Kitchen Australia.
La música dance es una parte del próspero panorama de Melbourne. Las mayores discotecas son Melbourne Metro Nightclub, con capacidad para 2500 personas, y QBH, para 2100. Melbourne es la cuna del Melbourne Shuffle, un estilo de baile que ha sido exportado al Sureste Asiático y continúa evolucionando hasta la fecha.

## Infraestructura

### Sanidad
El Departamento de Servicios Humanos del Gobierno de Victoria supervisa alrededor de 30 hospitales públicos de la región metropolitana de Melbourne y 13 organizaciones de servicios sanitarios. Los principales hospitales públicos son el Royal Melbourne Hospital, el Alfred Hospital, el Centro Médico Monash, el Austin Hospital, el St Vincent's and the Royal Children's Hospital, mientras que los principales hospitales privados son el Epworth Hospital, el St Francis Xavier Cabrini Private Hospital y el St Vincent's Private. La ciudad también cuenta con grandes centros de investigación médica y biotecnología, tales como el Instituto de Investigación Médica St. Vincent's, el Instituto Burnet, Peter MacCallum Cancer Institute, el Instituto de Investigación Médica Walter & Eliza Hall, el Murdoch Childrens Research Institute, el Baker IDI Heart & Diabetes Institute y el Australian Synchrotron.

### Transporte

#### Terrestre

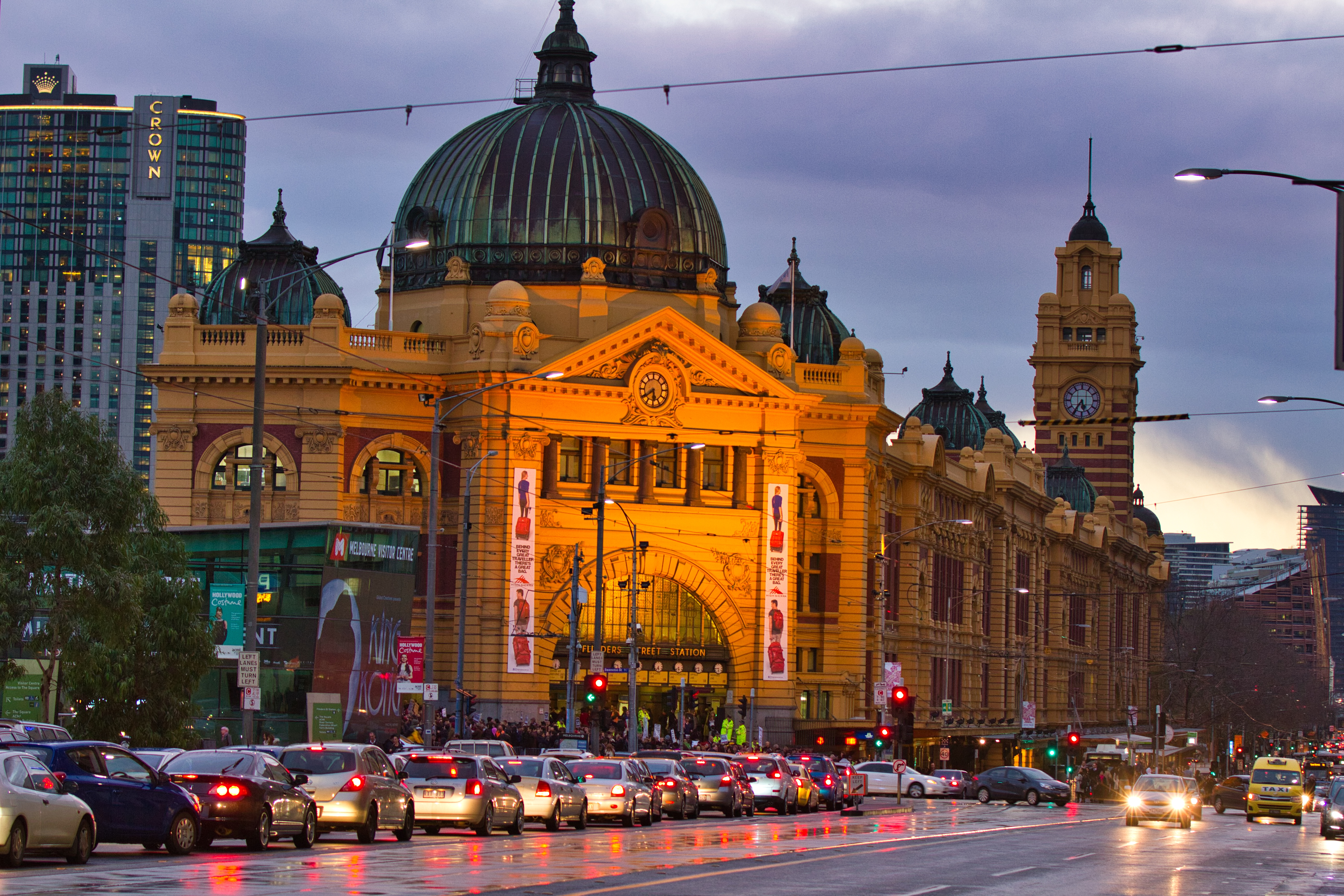
Flinders Street Station.

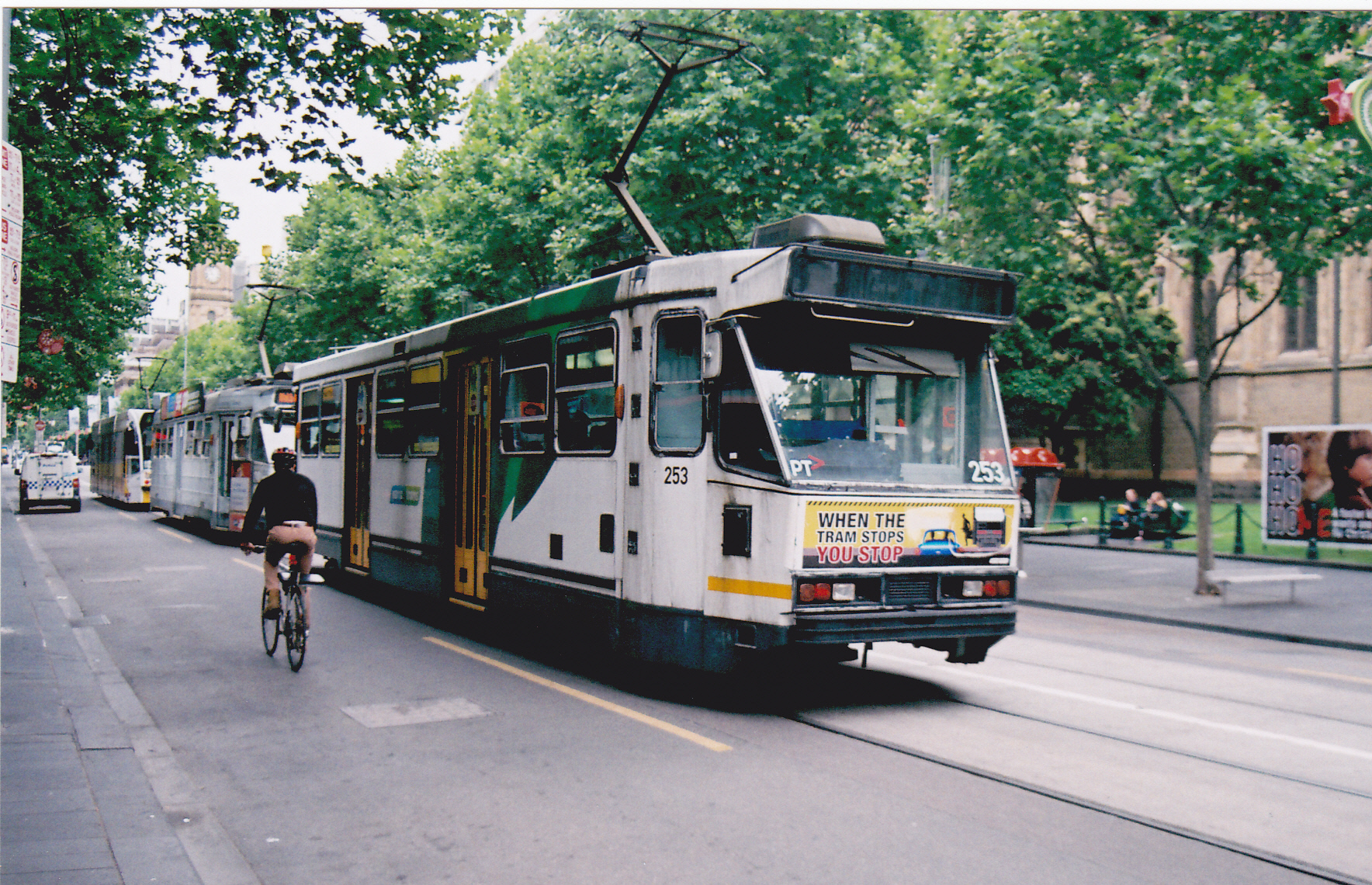
Tranvía de Melbourne.

Melbourne tiene un amplio sistema de transporte público. Establecido originariamente a finales del siglo XIX, cuando los trenes y tranvías eran los principales medios para viajar a los suburbios. En la década de 1950 aumentó de forma importante el uso de vehículos privados y la construcción de autopistas. Esta tendencia ha continuado con los sucesivos gobiernos, a pesar de la congestión del tráfico incesante que sufre la ciudad, con la consiguiente disminución en el transporte público, que en la década de 1940 contaba con un 25 % de uso diario y en la actualidad es de un 9 %. Ante esta situación el sistema de transporte público de Melbourne fue privatizado en 1999. Entre 1999 y 2008, la financiación de la ampliación de carreteras fue cinco veces mayor que la de la extensión del transporte público.
La red de tranvías de Melbourne es la mayor red de tranvías del mundo. Las secciones de la red de tranvía están en las carreteras, otras están separadas y otras son rutas de tren ligero. El icono de los tranvías están reconocidos como atracción turística. El City Circle Tram es el servicio gratuito de tranvía que circula todos los días.
La red de trenes de Melbourne es un sistema de electrificación ferroviaria que sirve al área metropolitana con 19 líneas, todas ellas de irradian del parcialmente subterráneo City Loop, que circunda el distrito financiero de la ciudad. Flinders Street Station es la estación de tren más activa y fue la que mayor volumen de pasajeros registró en el año 1926. Sigue siendo un destacado punto de interés en Melbourne y lugar de encuentro.
La ciudad dispone de conexiones ferroviarias con las ciudades regionales de Victoria, así como servicios ferroviarios interestatales a Sídney y Adelaida, que salen de Melbourne desde otra importante terminal ferroviaria, la estación de Southern Cross en Spencer Street.

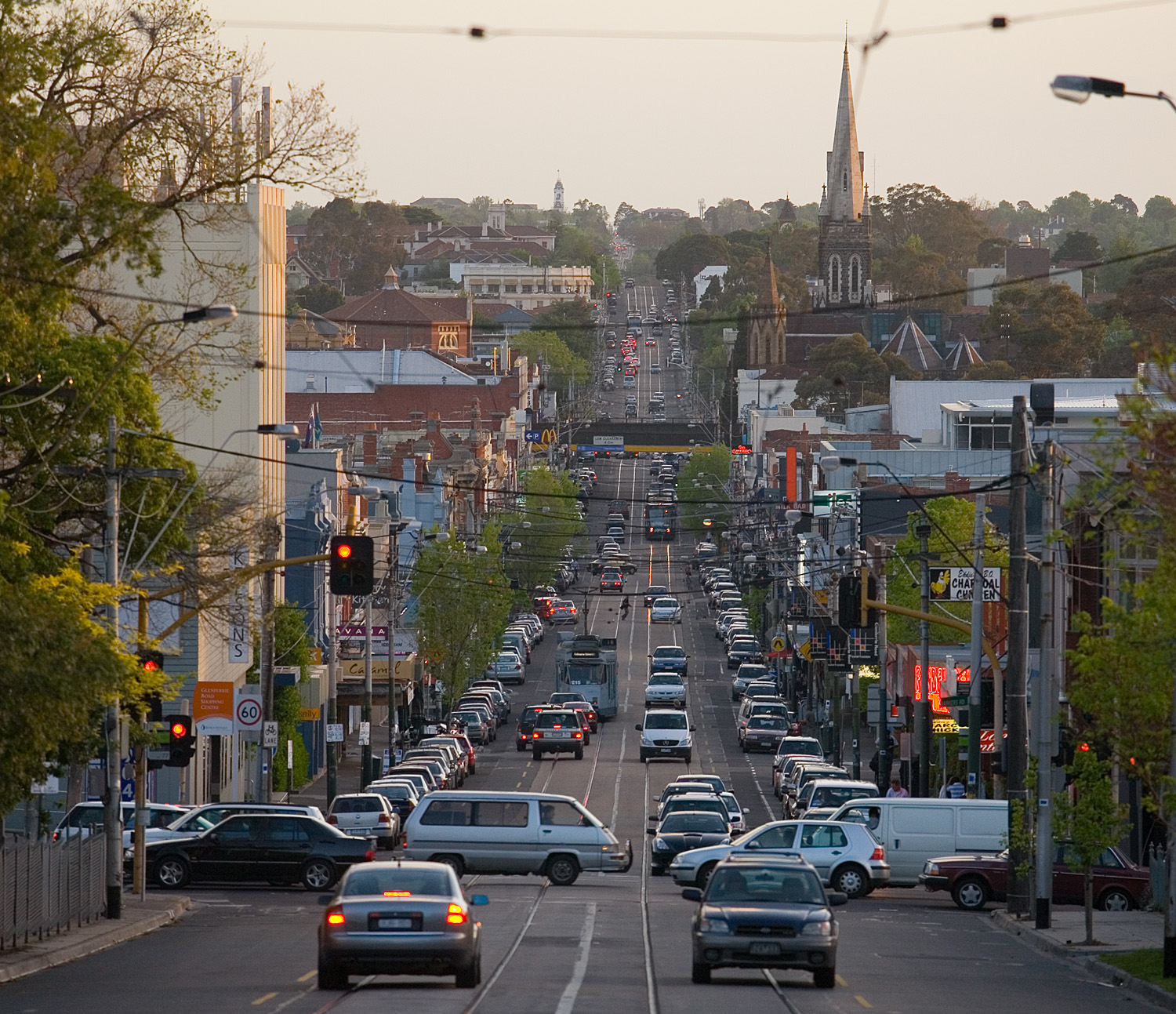
Tráfico en Glenferrie Road.

Melbourne cuenta, también, con una amplia red de autobuses, compuesta de casi 300 rutas que principalmente cubren los puntos periféricos a los que no llegan los servicios ferroviarios.
Pese a la extensa red de transporte público con que cuenta la población, Melbourne tiene una alta dependencia de los automóviles privados para el transporte, siendo solo un 7,1 % de los viajes que se realizan en transporte público. Sin embargo ha habido un aumento significativo de la clientela del transporte público en los últimos dos años debido, principalmente, al aumento de los precios de los combustibles. Desde 2006, el transporte público ha aumentado en más del 20 %. La mayoría de coches que se compran son en el exterior de la zona periférica, mientras que en los barrios interiores el transporte público cuenta con más clientes. Melbourne tiene un total de 3,6 millones de vehículos privados que se disponen en los 22 320 km de carretera, una de las más altas longitudes de carretera por habitante. Las carreteras principales que conectan la ciudad son la autopista del Este, la autopista Monash y la de Puerta Oeste (que abarca el gran puente Westgate), mientras que otras autopistas circunvalan la ciudad o conectan otras ciudades importantes. Estas autopistas son Citylink, Eastlink, la carretera de circunvalación occidental, la autopista Calder, la autopista Tullamarine (el principal enlace al aeropuerto) y la autopista Hume que une Melbourne con Sídney.

#### Estadísticas de transporte público
El promedio de tiempo que las personas pasan en transporte público en Melbourne, por ejemplo desde y hacia el trabajo, en un día de la semana es de 80 min., mientras que el 28.% de las personas pasan más de 2 horas todos los días. El promedio de tiempo que las personas esperan en una parada o estación es de 14 min., mientras que el 20% de las personas esperan más de 20 minutos cada día. La distancia promedio que la gente suele recorrer en un solo viaje es de 9.8 km, mientras que el 26% viaja por más de 12 km en una sola dirección.

#### Marítimo
El puerto de Melbourne, es el más importante de los puertos de carga de contenedores y en general de toda Australia, así como, también, su volumen de actividad. En 2007, el puerto manejó dos millones de contenedores de transporte en un periodo de 12 meses, siendo uno de los cinco principales puertos en el hemisferio sur. El Muelle de la Estación es un muelle histórico situado en la bahía de Port Phillip y recibe los buques de crucero y los ferry procedentes de Tasmania que cruzan el estrecho de Bass.

#### Aéreo

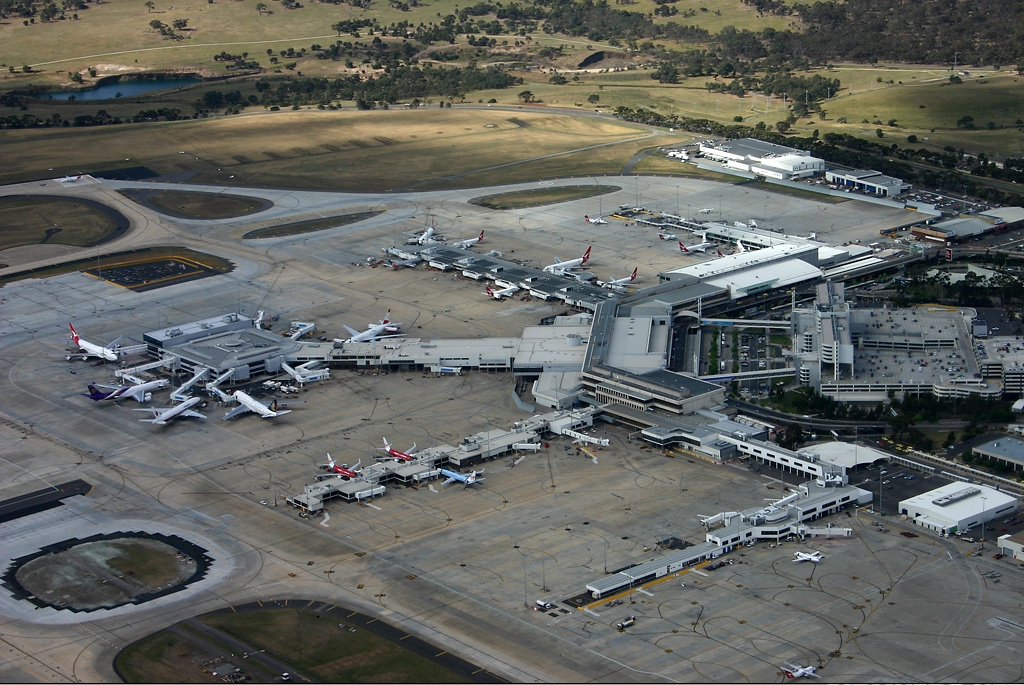
Aeropuerto de Melbourne (Tullamarine).

En cuanto al transporte aéreo, Melbourne dispone de cuatro aeropuertos. El Aeropuerto de Melbourne, situado en Tullamarine, es la principal puerta de entrada internacional y nacional a la ciudad. El aeropuerto es sede de líneas aéreas como Jetstar y compañías aéreas de carga como Australian air Express y Toll Priority y es un importante centro para Qantas y Virgin Australia. El Aeropuerto de Avalon, situado entre Melbourne y Geelong, es un centro secundario de Jetstar. Esto hace de Melbourne la única ciudad en Australia que tiene un segundo aeropuerto comercial. El Aeropuerto de Moorabbin es un aeropuerto de aviación general al sudeste de la ciudad, con un número limitado de vuelos. El Aeropuerto de Essendon fue el aeropuerto principal de la ciudad de Melbourne antes de la construcción del Aeropuerto de Tullamarine Ahora ha quedado destinado para algunos vuelos de pasajeros, aviación general y vuelos de carga.

## Ciudades hermanadas[142]
- Osaka, Japón (1978)
- Madrid, España (1979) Colaboración entre ayuntamientos.
- Tianjin, China (1980)
- Medan, Indonesia (1983)
- Tesalónica, Grecia (1984)[143]
- Boston, Estados Unidos (1985)
- San Petersburgo, Rusia (1989)
- Milán, Italia (2004)

## Sucesión
| Predecesor: Helsinki | Ciudad Olímpica 1956 | Sucesor: Roma |